# Tádzs Mahal
A Tádzs Mahal (hindiül: ताज महल, perzsa nyelven: تاج محل jelentése: „A paloták koronája”) az indiai Agrában, a Jamuna folyó partján található muszlim mauzóleum elnevezése, amely valójában egy teljes épületkomplexumot takar, ennek része maga a fehér márvány síremlék is. Sáh Dzsahán mogul sah 1632 és 1647 között építtette az 1631-ben, gyermekszülésben elhunyt szeretett felesége, Mumtáz Mahal emlékére. Őt is itt helyezték örök nyugalomra.
A Tádzs Mahal a mogul síremlék-építészet csúcspontja, amely nemcsak annak stílusjegyeit viseli magán, hanem ötvözi azt a helyi hagyományokkal is. Bár hatással volt későbbi síremlékek építésére is, az épület egyedi arányai, finom díszítettsége utánozhatatlanná tette. 1983-ban került fel az UNESCO világörökségi listájára mint kulturális helyszín.
A tökéletes arányaival feltűnő, nemes anyagokkal gazdagon díszített műemlékegyüttes nemcsak építészeti jelentőségű, hanem a hozzá kapcsolódó legendák és történetek révén az örök szerelem emlékműveként is ismert. Számtalan művet ihletett a képzőművészet, az irodalom, a filmművészet, a zene területén, egyúttal a komplexumban található mecset miatt ma is a vallásos áhítat színhelye.
India leglátogatottabb turistalátványossága, évente több mint 2,5 millió látogató keresi fel, de ugyanakkor ez okozza jelentős állagromlását is, ami miatt 1996-ban felkerült a világ száz legveszélyeztetettebb műemléke közé. 2007-ben a világ hét új csodája közé választották.

## Története

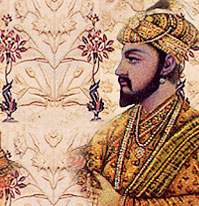
Sáh Dzsahán

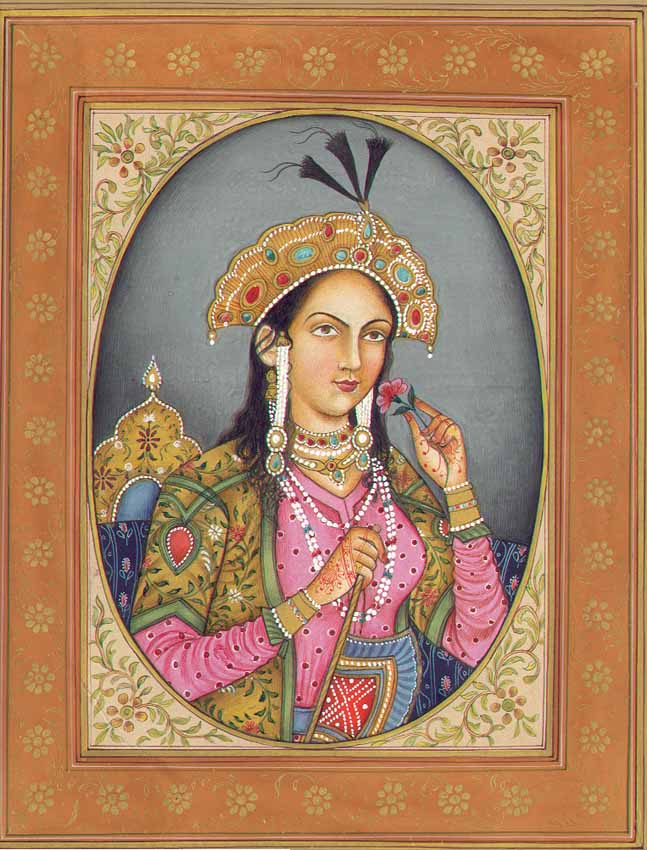
Mumtáz Mahal

Sáh Dzsahán sah kicsapongó természetű uralkodó volt, nem vetette meg az élvezeteket. Ugyanakkor igénye volt a kultúrára is, a Mogul Birodalom nagy építtetőjeként tartják számon. Mumtáz Mahal a sah kedvenc felesége volt, aki 1631. június 17-én halt meg Burhanpurban, 14. gyermeke szülése során, miközben hadjáratba kísérte urát. Helyben temették el. Halálát követően a sah búskomorságba esett, elhanyagolta a birodalom ügyeit. Elhatározta, hogy egyedülálló síremléket építtet számára, amely halála után majd az ő nyughelye is lesz.
A Tádzs Mahal építése 1632 januárjában kezdődött meg, Sáh Dzsahán történetírói szerint, az uralkodó által készített alaprajznak megfelelően. A helyszín kiválasztása több mint hat hónapot vett igénybe. 
Sáh Dzsahánt nagy fájdalommal töltötte el, hogy emlékműve nem fog örökké tartani, ezért mindent megtett annak érdekében, hogy az épület biztos lábakon álljon. Kortárs források rögzítették, hogy milyen fából készültek a víz kiemelésére szolgáló kutak, hogyan cserélték ki a laza homokot kavicsra, és milyen, akkoriban használt betonnal tették biztossá az alapot. Az eljárás olyan sikeres volt, hogy az épület azóta is ellenáll a földrengéseknek és az árvizeknek, a természetvédőket is megdöbbenti az épület rendkívüli stabilitása. Alapjait a mogul hidraulikai építészet elvei szerint fektették le, téglafalú üreges oszlopokra, amelyeket teljes szélességükben szálafából (Shorea robusta) készült kerekekkel erősítettek meg, egymástól egyenlő távolságra helyezve el őket az oszlopok belsejében. Minden keréknek nyolc küllője van a peremtől a közepéig, ahol tengely rögzíti ezeket. A kerekek szerkezetileg belesüllyednek a kőfalba mint annak nélkülözhetetlen elemei. Használatuk biztosítja minden oszlop rugalmasságát, amelyek egyébként holt szerkezetek lennének. Szilárdságuk ellenére kellőképpen dinamikusak ahhoz, hogy ellenálljanak bármilyen rezgésnek, föld vagy víz okozta lökésnek, és állják az áradást vagy a földrengést is. Az oszlopokat a talapzat mentén emelték, ahol erős, kövekből épült keresztboltíves szerkezet köti össze őket, ezen a fő alapzat, vagyis a sírszerkezet vörös kőtalapzata támaszkodik.

Agra, az 1630-as évek elején

A főépület alapozása

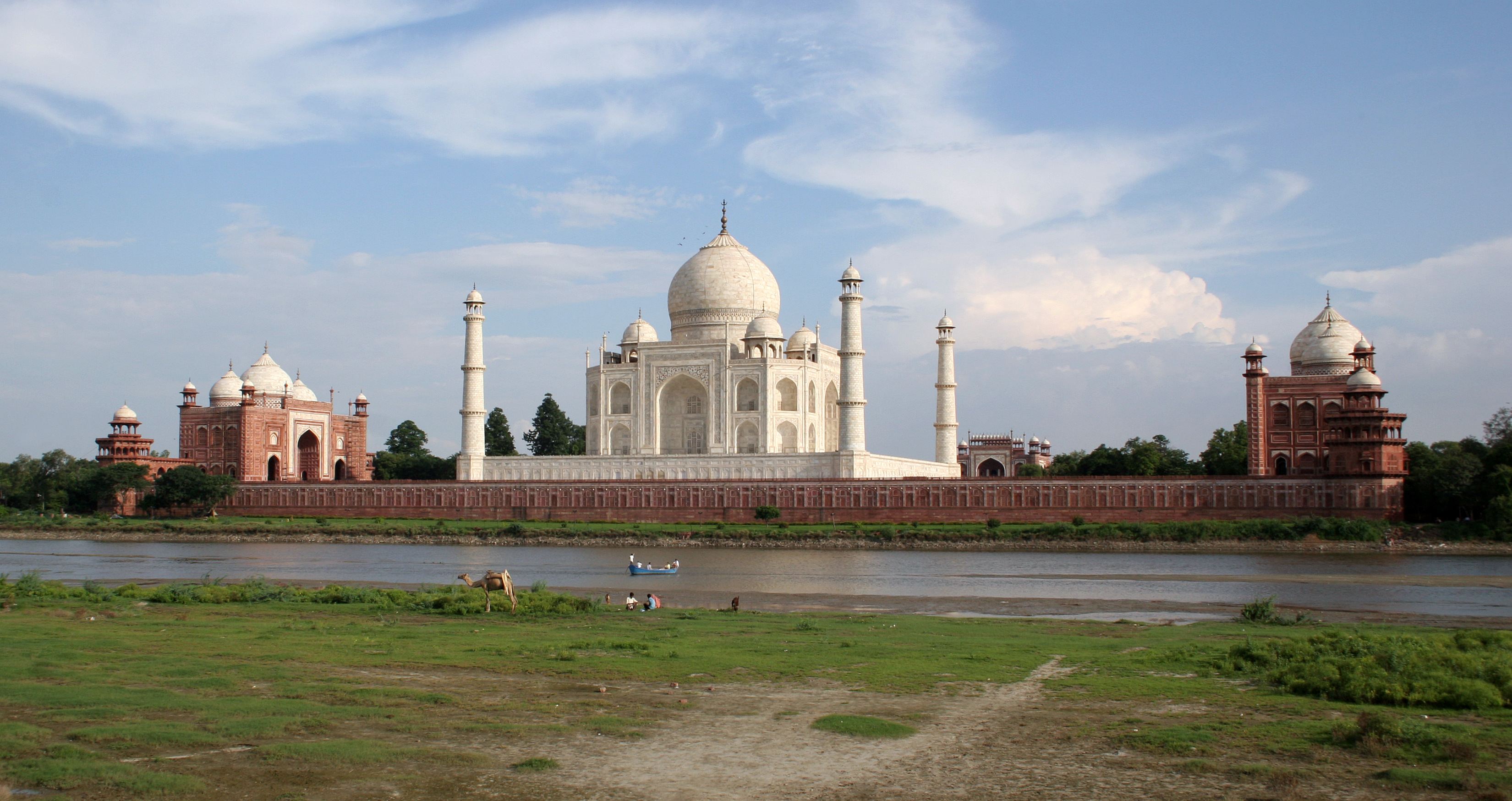
A mauzóleum és a Jamuna

Az alapozás befejezése után, 1631. december 15-én Mumtáz testét, a 710 kilométerre fekvő Burhanpurból elhozták ide, Agrába. A komor gyászmenetet a tizenöt éves Sall Sudzsa, Sáh Dzsahán és Mumtáz Mahal harmadik gyermeke vezette. Ismét csak átmenetileg, újratemették az építkezés területén. 1632 júniusában, felesége halálának első évfordulóján, Sáh Dzsahán az épület udvarán tartott megemlékezést, isteni kegyelmet kérve az elhunyt számára.
A munkások a négy főbejárati ívánt és az állványzatot egyidejűleg építették fel. A kivitelezéshez több millió téglára és hatalmas mennyiségű fehér márványra volt szükség. Amint a kőművesek elkészültek az épület egy részével, a mintegy 320 kilométerre fekvő makranai kőbányából elkezdték ideszállítani a hattonnás, speciális márványtömböket. Ez önmagában is különleges logisztikai feladat volt: nagy teherbírású kocsikra rakták, amelyeket húsz ökör vagy több elefánt vontatott. Ehhez Agra közelében, 16 kilométer hosszan, ledöngölt földből kaptatót készítettek, amely a városon keresztül fokozatosan emelkedett a mauzóleum helyszínéig. Az állatok a nehéz szekereket közvetlenül az épület felső részéhez húzták. Innen, szintén elefántok vagy ökrök közreműködésével, csigák és kötelek segítségével emelték a magasba. A márványtömböket már a kőfejtőben megfelelő nagyságú táblákra vágták, és a kőfaragók a helyszínen simították és csiszolták össze őket.
1633 májusában már állt Mumtáz végső nyughelye, a sírkamra. A sírkövet ekkor lakkozott aranyrostéllyal vették körül, amelyet 1643-ban márványra cseréltek. Valószínűleg a sah jelölte ki a kenotáfium feliratainak kalligráfusát, az iráni származású Amanat Khánt (eredetileg Abd ul-Haq), aki nevét is a sahtól kapta, s aki Akbar szikándrai sírfeliratát is készítette. A kenotáfium kalligráfiáin kívül, az épület fehérmárvány borításán található összes felirat elkészítésére is ő kapta a megbízást. Annak is nagy a valószínűsége, hogy ő maga választhatta ki a feliratok szövegét is, amelyek versek, illetve idézetek a Koránból. Ezt bizonyítja az is, hogy a déli íván bal oldalát szignójával látta el.
A temetés időpontjában a síremlék kupolarésze még nem készült el. A mauzóleum belsejében, illetve a nyugati homlokzaton talált feliratok arról tanúskodnak, hogy a fő épületet 1638/39-ben fejezték be. Az írásos emlékek szerint a teljes komplexum 1643-ban készült el, de a kertbe vezető főkapun található felirat szerint a díszítő munkálatok egészen 1647-ig elhúzódtak. A sah történetírója, Muhammad Salih Kanbo arról számolt be, hogy az építkezés húsz évig tartott, s a teljes komplexum építési költsége 4-5 millió rúpiára rúgott. Összességében 20 000 ember vett részt a munkálatokban.
Mumtáz halálának évfordulóit, egészen a tizennegyedikig csak időnként említik. Az egyik ilyen évforduló volt a tizenkettedik, 1643. február 6-án, amikor magát a síremléket hivatalosan is befejezettnek nyilvánították. A 14. évfordulót követően Sáh Dzsahán több mint két évet töltött birodalma északi területén, és áthelyezte a fővárost az újonnan létrehozott Sáhdzsahánábádba, amely a mai Delhi egyik városrésze (Ódelhi). A sah utolsó dokumentált látogatása a síremléknél 1654 decemberében volt. Fia, Aurangzeb letaszította a trónról, így utolsó éveit, 1666-ban bekövetkezett haláláig, házi fogságban töltötte az agrai Vörös Erődben, amelyből kitűnő kilátás nyílik a Tádzs Mahalra. Halála után fia, szeretett felesége mellé helyezte örök nyugalomra.
Ezt követően, egészen a 18. század végéig nem sokat tudni a mauzóleum sorsáról. Ekkor kezdett a nyugati világ, a britek indiai látogatásai nyomán, érdeklődni iránta. 1803-ban a britek bevonultak Agrába, és régészeti szempontból is feltárták a térséget. Az épület állagát jellemezte: az 1830-as években felvetődött, hogy az elgazosodott, elhanyagolt műemlék márványberakásait Angliában értékesítsék. 
Az 1857-es, úgynevezett szipojlázadás alatt némelyek mind a lázadók, mind a brit katonák közül drágaköveket véstek ki az épületből.
A 19. század végére a Tádzs Mahal is bekerült a helyreállítandó műemlékek közé. Lord Curzon, India alkirálya 1898-ban megkezdte a helyreállítását. Ekkor, többek között a kairói mecset mintájára, egy hosszú, mennyezetről lelógó lámpát helyeztetett el az sírkamrában, a kenotáfiumok megvilágítására. A felújítás 1908-ig tartott. A munkálatok szervezettebbé váltak, miután a 20. század elején az Indiai Régészeti Hivatal is napirendre tűzte a műemlék állagának megőrzését.
1942-ben az angol kormányzat a kupolát faburkolattal vetette körül, ugyanezt a védelmet alkalmazták 1965-ben és 1971-ben, az India és Pakisztán közötti háborúk alatt, az ellenséges repülőgépek megtévesztésére.
1983-ban mint kulturális helyszín vált a világörökség részévé, 1996-ban pedig felkerült a világ száz legveszélyeztetettebb műemlékei közé, a turizmus növekedése és az ipar közelsége miatt.

## Építészek
A Tádzs főépítészének személye máig nem bizonyított, mivel az akkori források nem az építészek szerepét, hanem a patrónus személyét hangsúlyozták. Említik Dzsahángír nevét mint vezető építészét, ám hivatalosan a mogul udvar építési felügyelője Makramat Khán, a nyilvános munkálatok minisztere volt. Usztád Ahmad Lahori és Usztád Hámid nevét szintén kapcsolatba hozták az építkezéssel, akik feltehetően perzsa származású mesteremberek voltak, és később a delhi Vörös Erőd építését is felügyelték. Ahmad Lahori még Dzsahángír uralkodása alatt költözött Lahorba, majd a sáhdzsahanábádi (Delhi) Vörös Erőd építése során szerzett érdemeiért elnyerte a Nadír al-As (a „Kor Csodája”) címet. Nemcsak neves építészként, hanem matematikusként és csillagászként is ismert volt. Az „Usztád” tiszteleti név perzsa, urdu nyelven „mestert” jelent.
Más forrás szerint az építkezést egy építészekből álló tanács irányította, a sah felügyeletével, ahogy az más esetben is szokásos volt uralkodása alatt. A tanács tagjai között volt Makramat Khán és Usztád Ahmad Lahori is.
Megint más forrás szerint, miután kiválasztották a megfelelő helyet a síremlék számára, a sah birodalma legjobb építészeiből tanácsot hívott létre, hogy terveket készítsenek, egyúttal tanulmányozzák a világ híres épületeinek szerkezeti felépítését is. Egy olasz ékszerész, Geronimo Veroneo, aki ez idő tájt a mogul udvar szolgálatában állt, szintén benyújtotta elképzelését az uralkodónak. Ezt a tényt később tévesen úgy értelmezték, hogy neki tulajdonítható a teljes komplexum tervezése. Végül egy bizánci török és egy perzsa születésű építész terveit fogadták el.
A mesteremberek számos helyről érkeztek: a vezető kőművesek Bagdadból és Delhiből, a kupolát ázsiai törökök és szamarkandiak építették. 
A mintegy húszezer munkást India minden részéből toborozták, a szobrászokat Buharából, a kalligráfusokat Szíriából és Perzsiából, az intarziakészítőket Dél-Indiából, a kőfaragókat pedig Beludzsisztánból. Ez utóbbiak egy része csak az épület elemeinek alakzatait, mások csak virágdíszítéseket faragtak. Néhány mester, akik részt vettek a komplexum építésében: Iszmail Afandi (Iszmail Khán) az Oszmán Birodalomból a fő kupola építéséért felelt; Usztád Isa és Isa Muhammad Effendi török építészek – Mimar Koca Sinan híres oszmán építész tanítványai – kulcsfontosságú szerepet játszottak a szerkezeti tervezésben.
A Lahori származású Kázim Khán a tömör arany tárgyak öntéséért volt felelős, Csirandzsilal Delhiből a vezető szobrász és mozaikművész volt. Amanat Khán az iráni Sirázból volt a főkalligráfus, Muhammad Hanif pedig a kőművesek felügyelője. A sirázi Mir Abdul Karim Khán és Mukkarimat a pénzügyeket kezelték, és egyben felügyelték a napi munkálatokat. Az ott dolgozó kőművesek számos perzsa, hindi feliratot, jelet hagytak maguk után, amelyek tanulmányozása még folyik. A kivitelezés precizitását a következő részletek is illusztrálják:

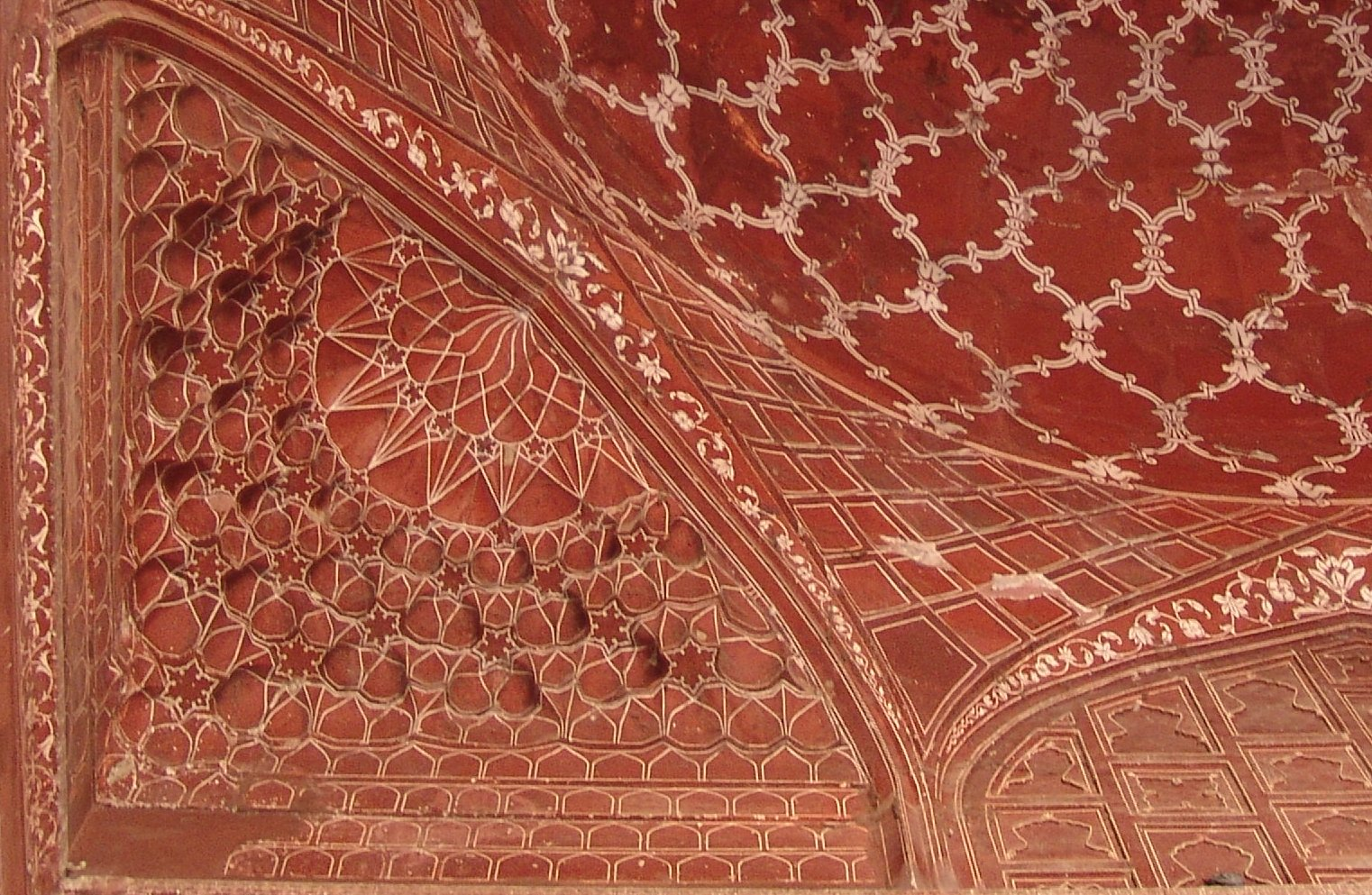
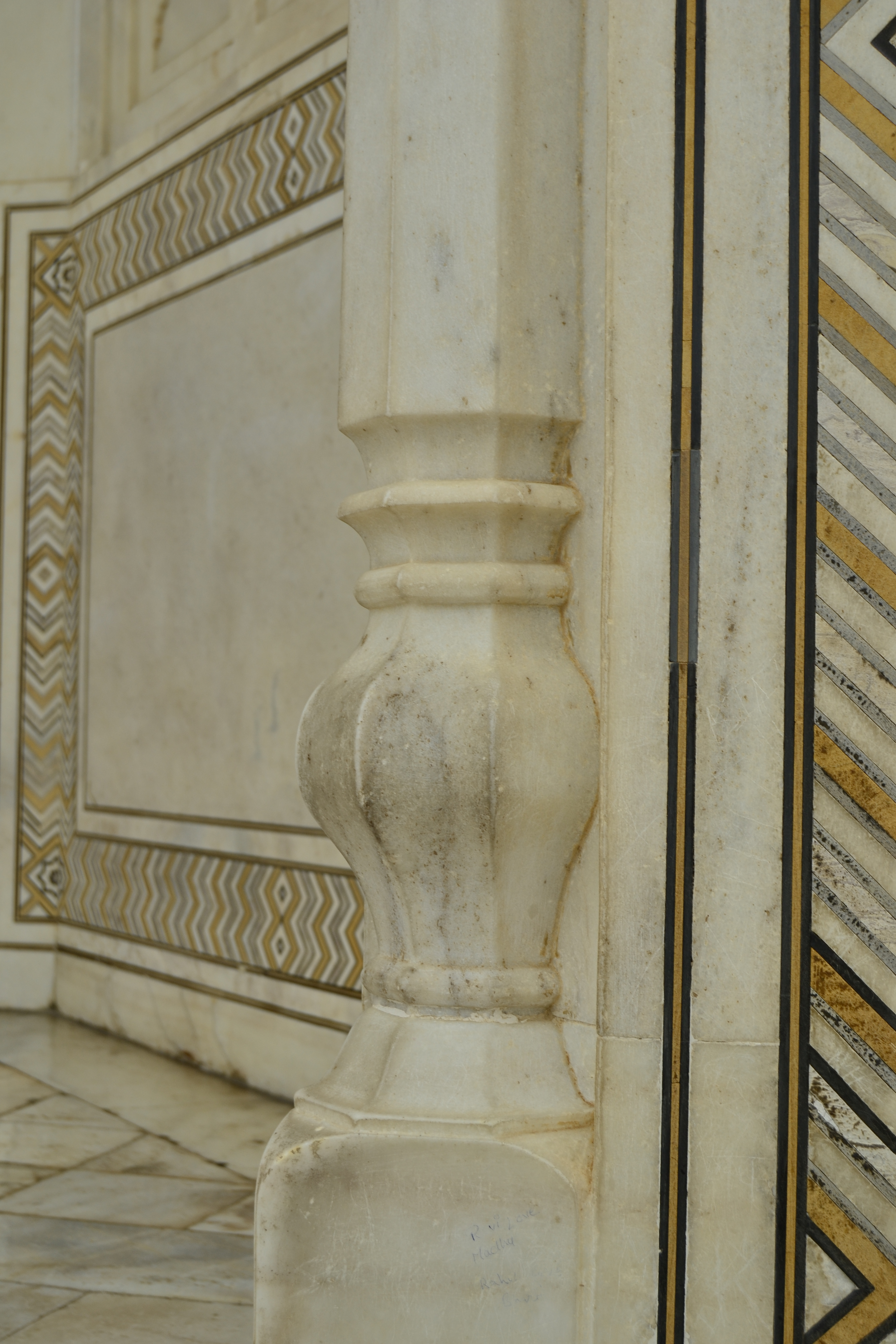
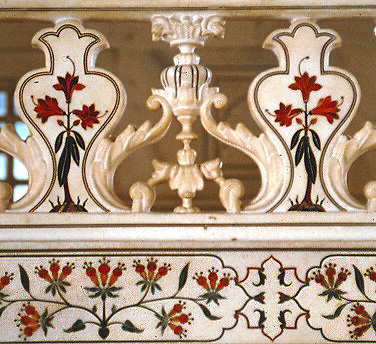
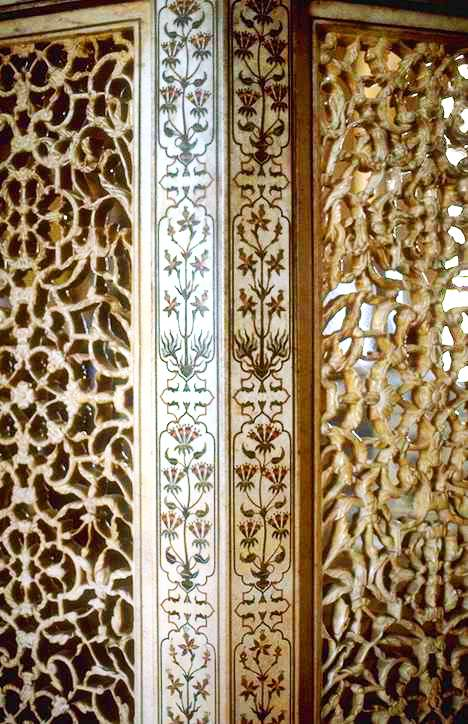
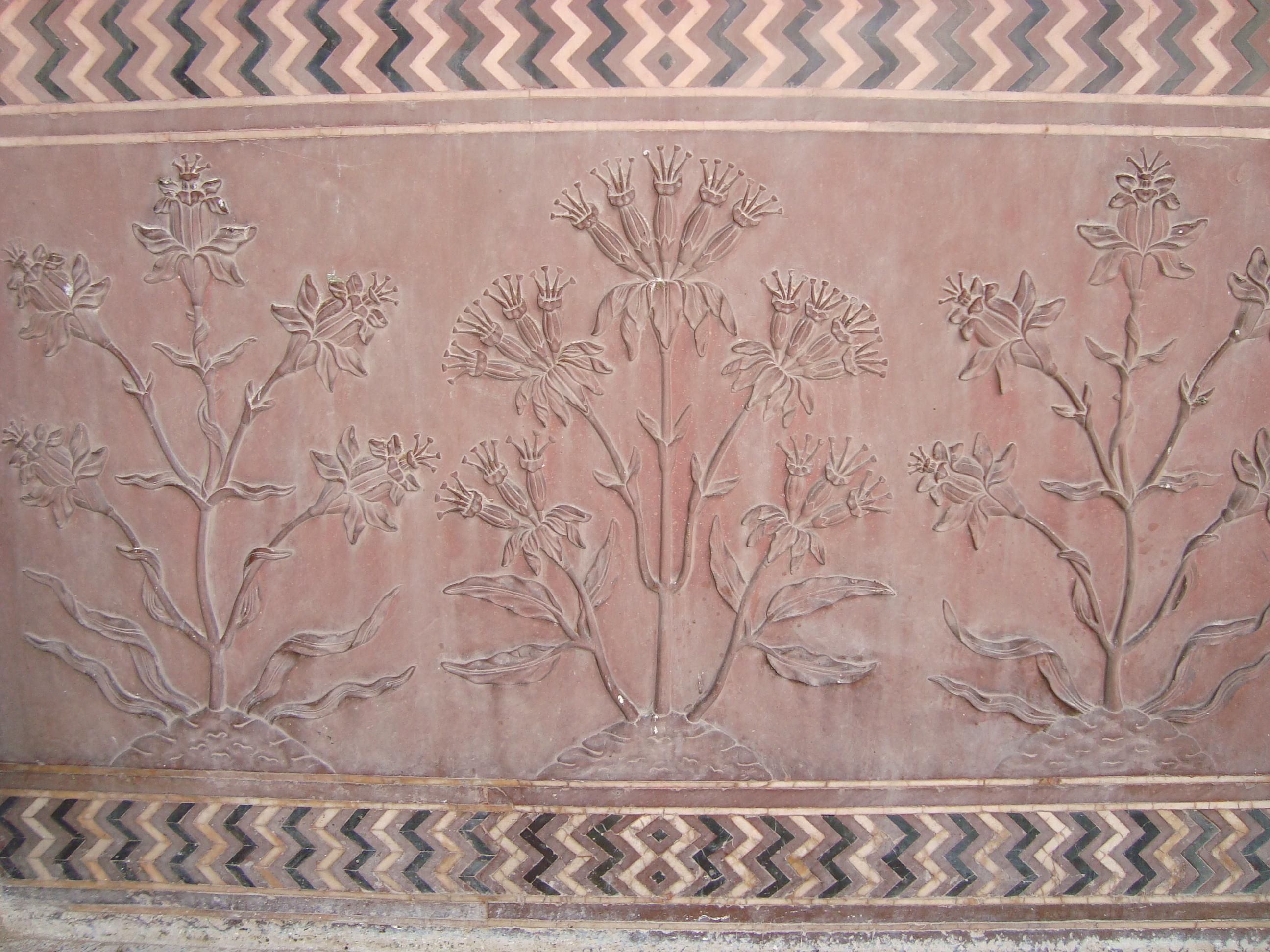
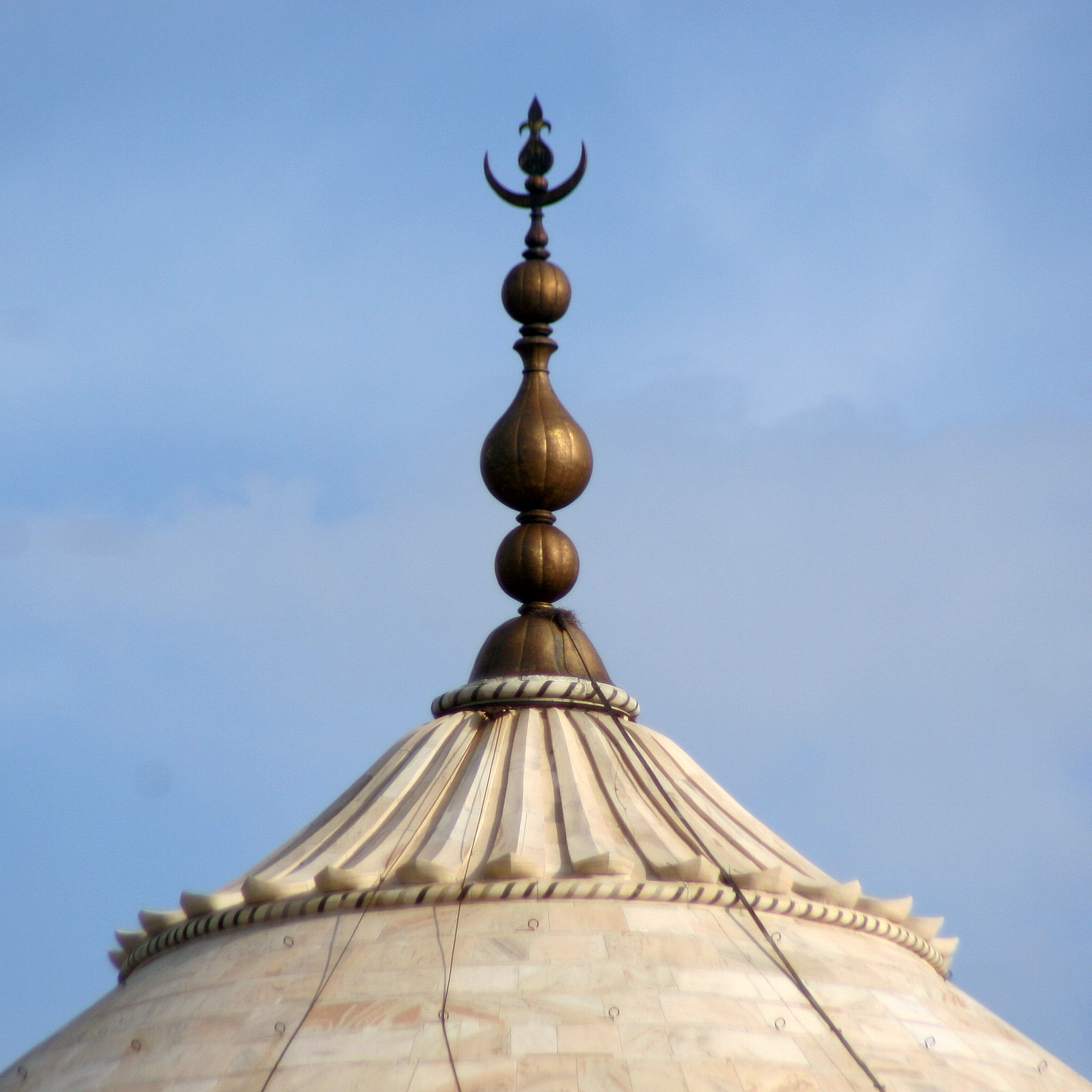
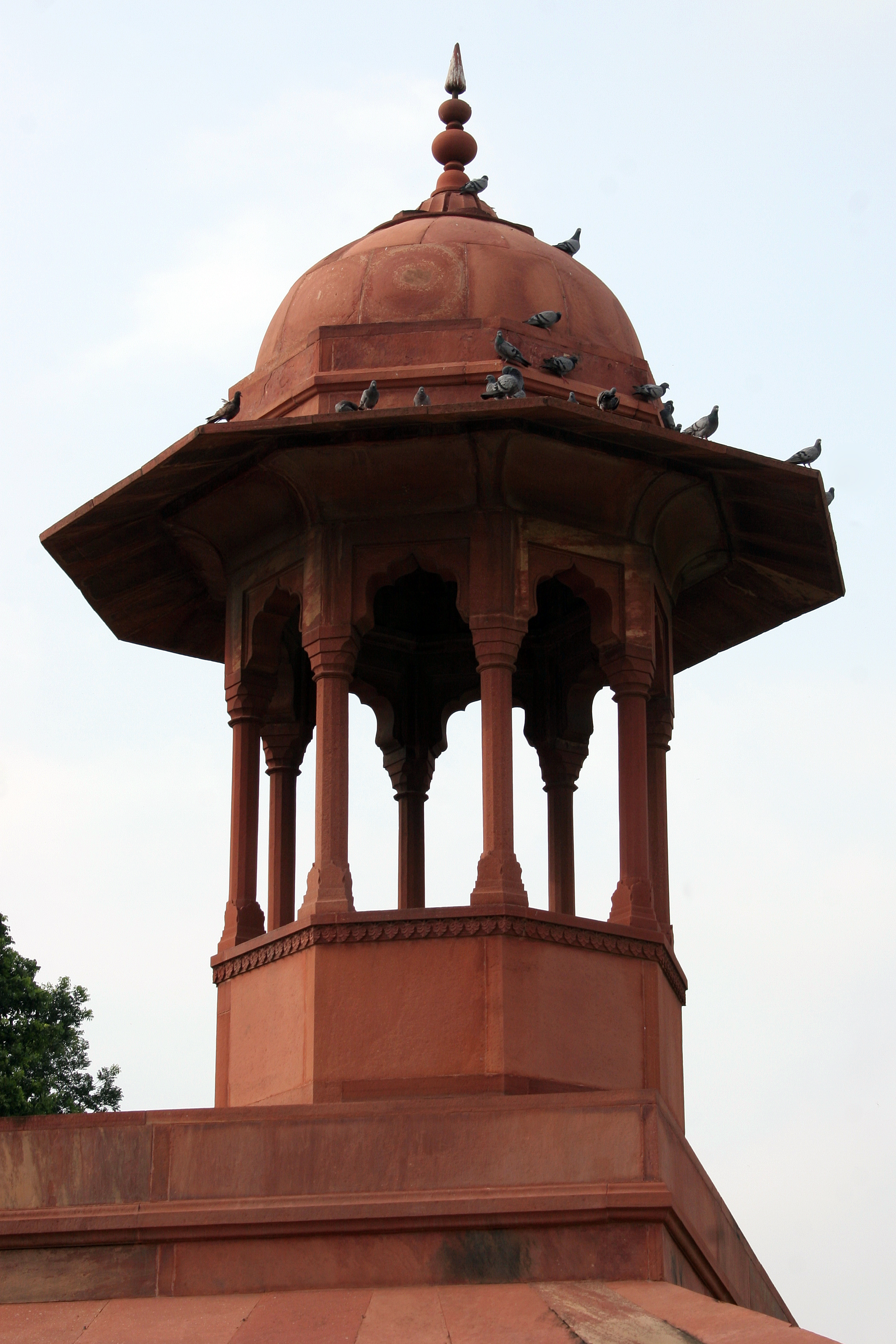
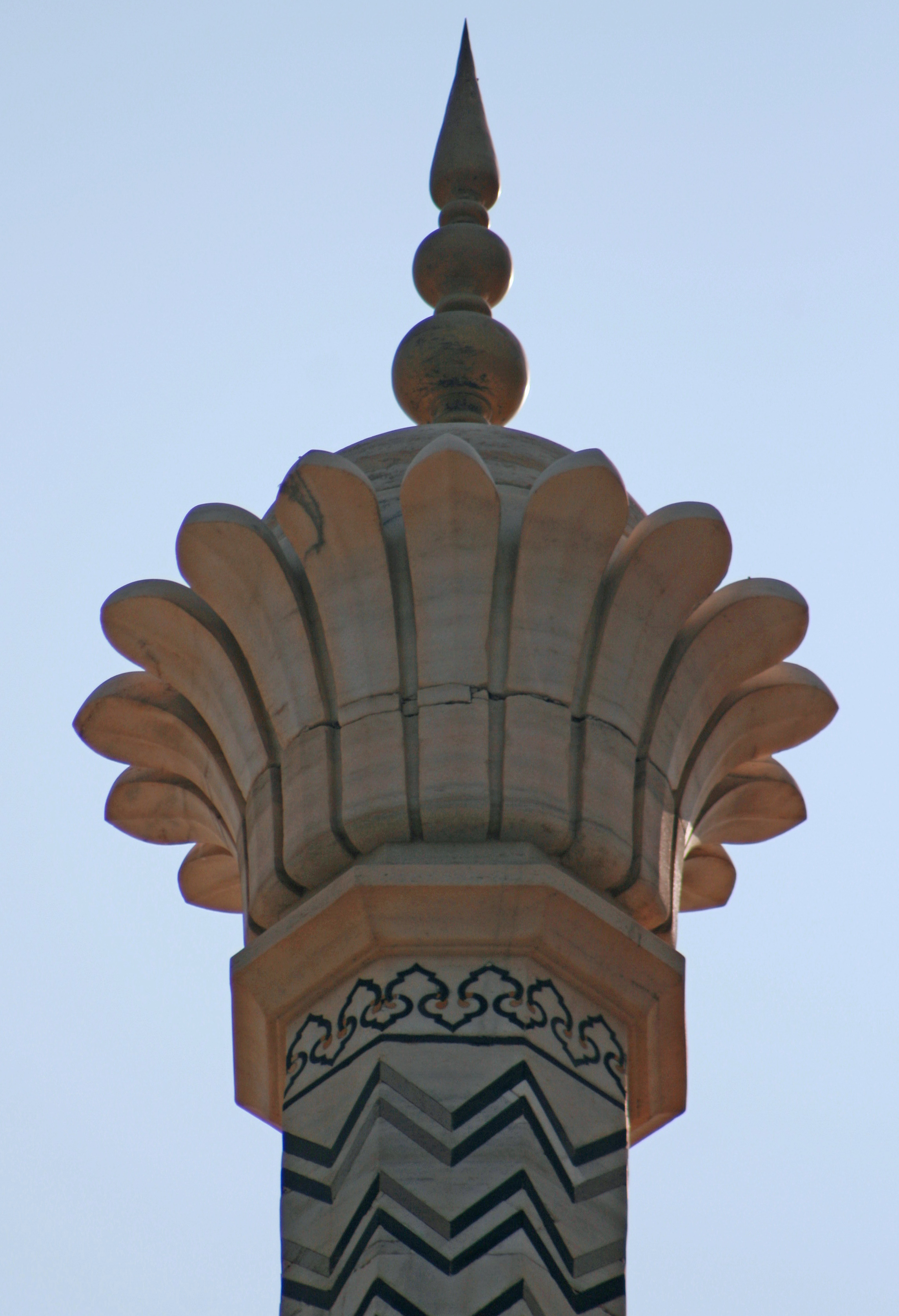
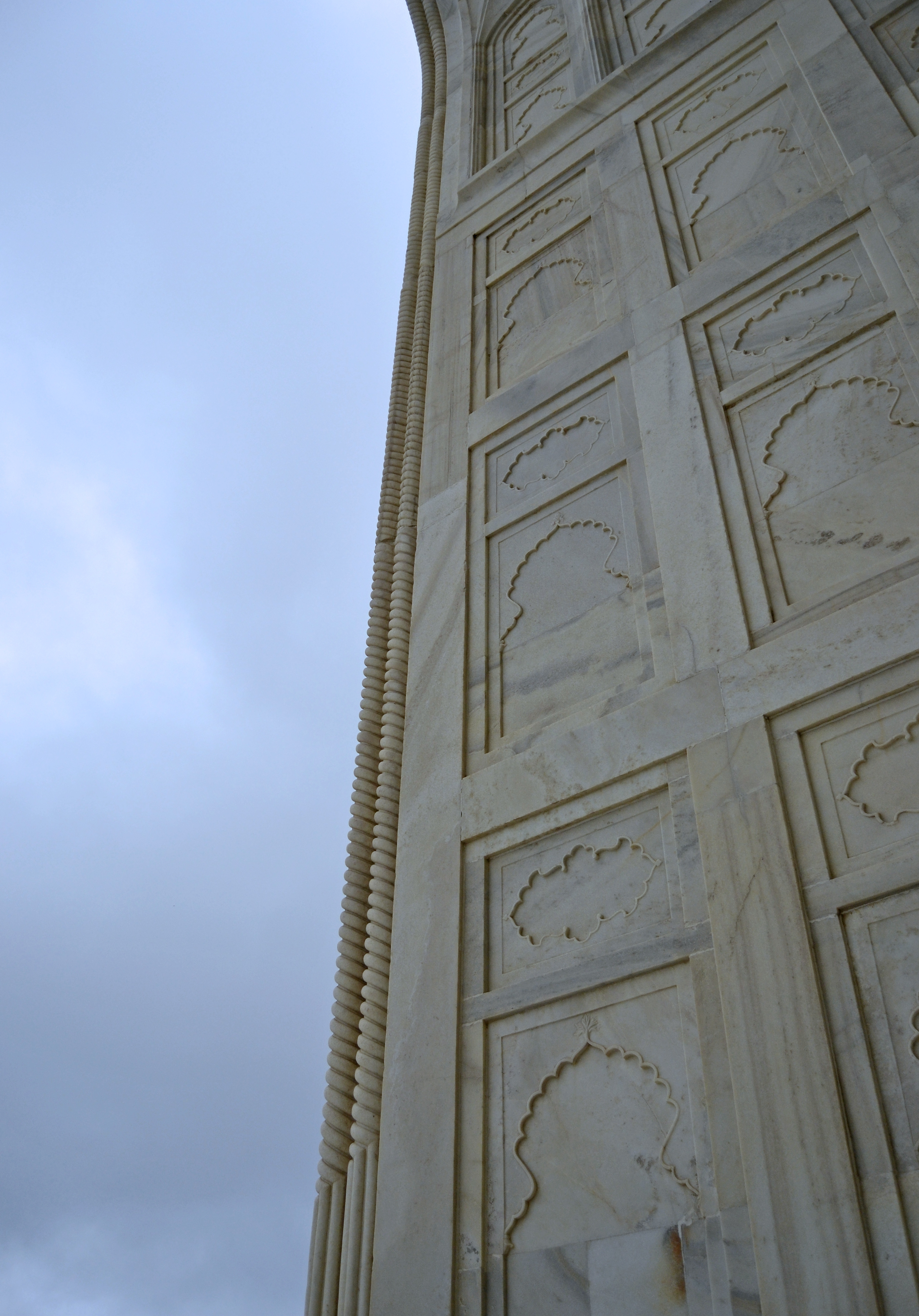
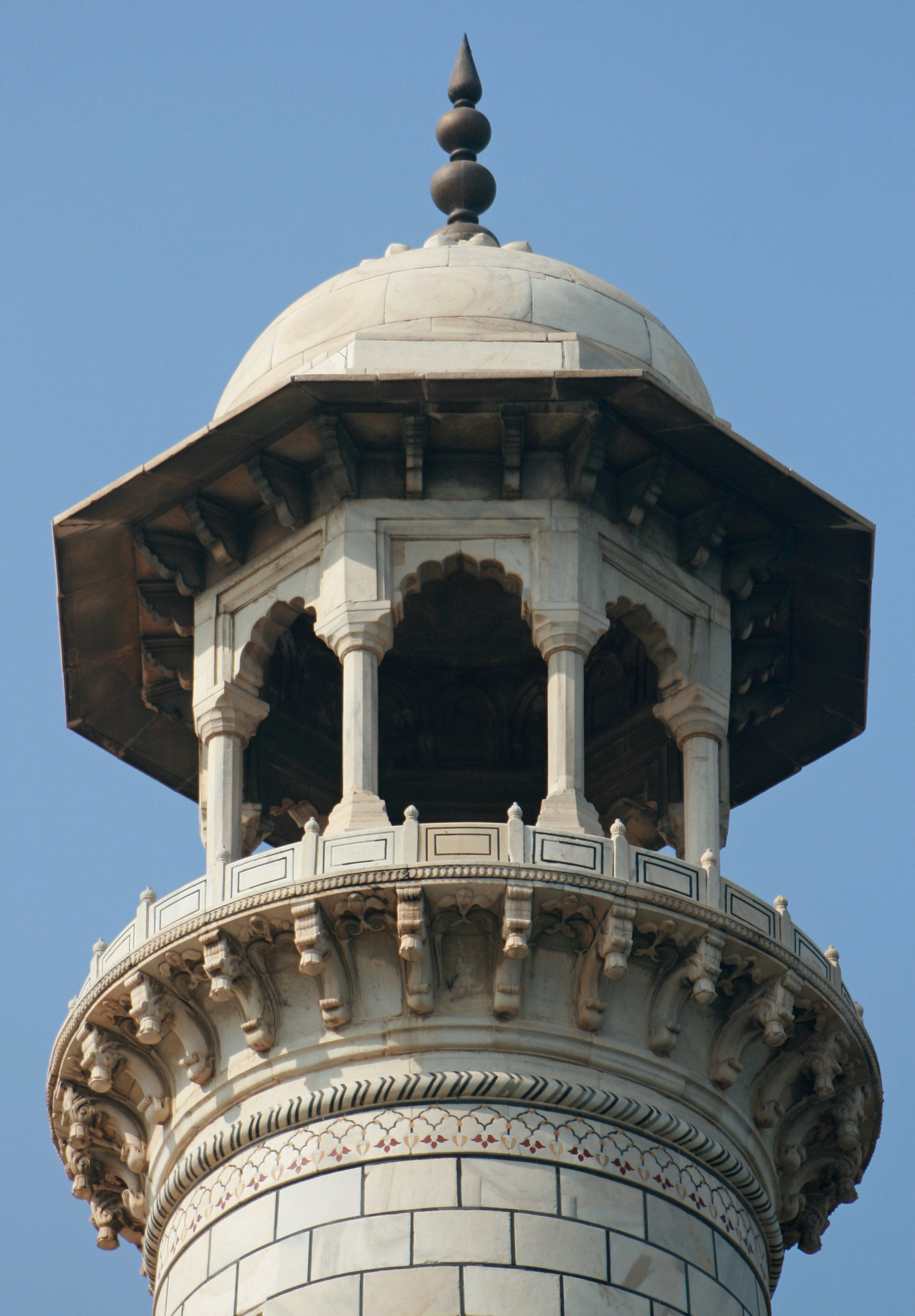

## Társadalmi jelentősége
A sah udvarában számtalan nő élt, akik jelentős kulturális hatást gyakoroltak az uralkodó környezetére. Maga a síremlék a női sírokkal tekinthető egyben a nőiesség emlékművének is, és ezt a jelleget Mumtáz Mahal halálának évfordulóján évente megrendezett ünnepségek is erőteljesen kihangsúlyozták. A szertartásrendet az első alkalommal – még az épület alapozása során – Sáh Dzsahán írta elő, a későbbiekben ezt követték.
Az első napon vallástudósok, udvari nemesek, gazdag polgárok, szegény, rászoruló családok ájtatos imákkal istentiszteletet tartottak, miközben jótékony cselekedeteket hajtottak végre, lakomát rendeztek és szétosztottak mintegy 50 000 rúpiát az érdemesek és a szegények között. Másnap ezt teljesen azonos módon megismételték – ez más síremlékek évfordulóin nem volt szokásos –, azonban már az uralkodó és udvarhölgyei részvételével. Ekkor újabb 50 000 rúpiát osztottak szét. A női gyűlésen bárki részt vehetett, a szükséget szenvedőket vendégül látták. A nagyszámú látogató tette szükségessé a mecset és a vendégház építését.

## Építészeti jelentősége

A Tádzs Mahal alaprajza: 1. Déli-kapu (Szírhi darváza); 2. melléksíremlékek, kertek; 3. előudvar (dzsilaukhána); 4–5. khavasszpurák (lakóépületek); 6. főkapu (Darváza-i Rauza); 7. csár bág; 8. vízi pavilonok; 9. mecset; 10. vendégház; 11. mauzóleum; 12. Jamuna folyó; 13. Holdfény-kert

A dinasztikus mauzóleumok a mogul építészet jellemző épületei, a Tádzs Mahal pedig a síremlék-építészet csúcspontja. A mogul síremlék-építészet nagyszerűen elegyíti a timuridák és a helyi indiai építészet ez irányú hagyományait. A síremlék sikere nemcsak annak romantikájában és szimbolikájában rejlik, hanem abban is, hogy egyesíti magában az időszak építészeti elveit. A mogul építészeti elvek megjelenése az épületeken:
- szigorú, moduláris geometria, egy olyan rácsrendszer használatával, amely az úgynevezett sáhdzsaháni yardon (gaz)[22] alapul,
- a kétoldali, tengelyes szimmetria következetes alkalmazása,
- a felhasznált anyagok, formák és színek hierarchikus rendszere a legkisebb részletig,
- kifinomult szimbólumrendszer alkalmazása.

A Tádzs Mahal építését követően a mogul építészet hamarosan hanyatlásnak indult. Aurangzeb (1658–1707) még kísérletet tett egy hasonló épület létrehozására Aurángábádban (Bibí-ká-makbara, azaz az „Úrnő síremléke”), ahová a Dekkán meghódítása után székhelyét helyezte, de eltérő arányai miatt az nem éri el az eredeti összhatását. Később, 1753-ban Szafdar Dzsang király építtetett síremléket fia számára Delhiben, amelyet szintén a Tádzs Mahal ihletett, de az épület összképe tömörebb, valamint túldíszített, így nem tudja visszaadni a Tádzs könnyedségét.

## A komplexum
Az egész Tádzs-komplexum több, észak-déli tengelyen elhelyezkedő, mintegy 900×300 méter összméretű teraszt foglal magába. A déli oldalon terek, piacok, fogadók és lakóépületek, szakaszos nyílt terek váltják egymást, ez az egykori Mumtázábád. Maga a mauzóleum a fallal körülvett, hosszúkás alaprajzú, hatalmas együttes fő tengelyének északi végén található, és a látvány kedvéért a folyóra néz. Nem a kert (csár bág) középpontjában helyezkedik el, mint általában a kor építészeti megoldásainál szokásos volt, hanem a folyó felőli oldalon, téglalap alakú talapzaton.
A falak négy sarkán egy-egy nyolcszögletű pavilont építettek. A komplexum három fő egysége a tulajdonképpeni síremlék és a hozzá tartozó kert a kiépített vízgyűjtőrendszerrel, valamint az ezektől délre fekvő két épületegyüttes, az egyik az előudvar, a másik a karavánszerájok a bazárral.

### A síremlék és a csár bág együttese
A komplexum mérete a karavánszerájok nélkül mintegy 561×300 méter, ezen belül a síremlék és a csár bág („négy kert”) épületegyüttese foglalja el a terület több mint kétharmadát. Az alaprajza a mogul és perzsa építészetre jellemző, vízfelületekkel szabdalt kert monumentális változata. A Tádzs épületegyütteséhez tartozó melléképítmények, egy vendégház és egy mecset, vörös homokkő homlokzatot kaptak, ami érdekes ellentéte a fehér márvánnyal borított kupolájuknak, valamint magának a síremléknek. Ez a színkettősség általánosan jellemző a Mogul Birodalom építészetére, de itt még az ősi indiai hagyományokkal is keveredik.

#### A síremlék épületegyüttese

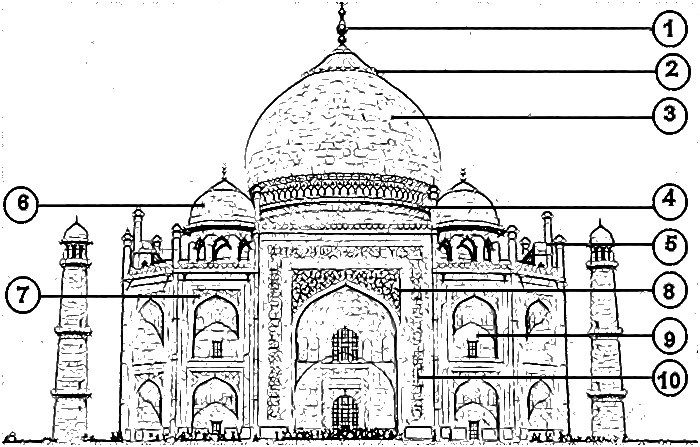
A mauzóleum részei

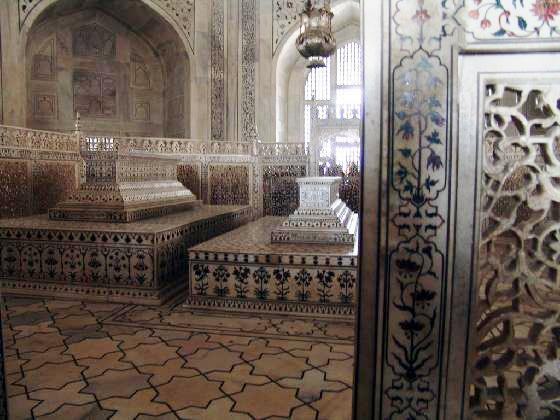
A két kenotáfium (a jobb oldali Mumtázé) a márványrostéllyal

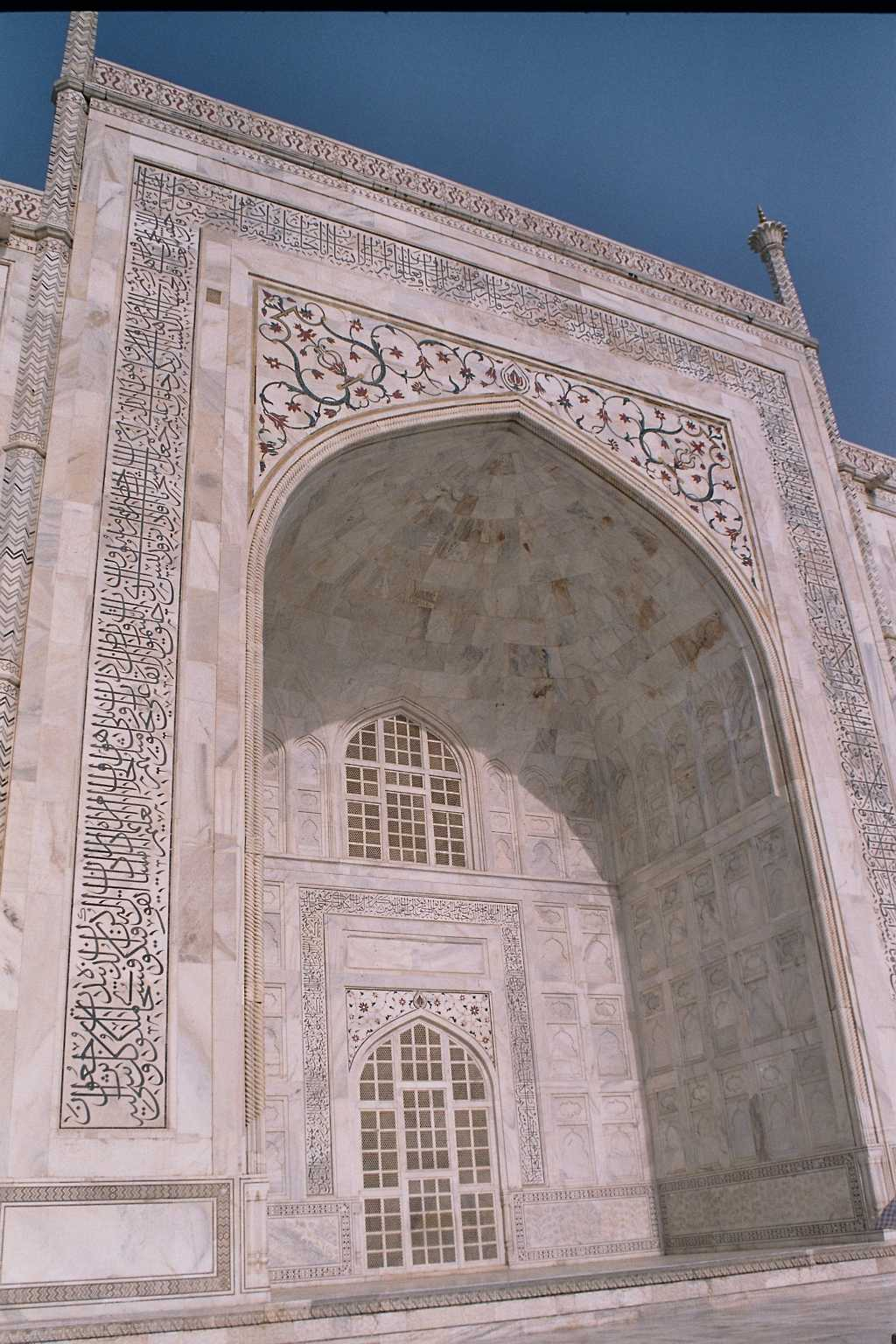
A Tádzs egyik ívános bejárata Korán-idézetekkel és ornamentikával

Az épületcsoport a síremlékből, az ahhoz tartozó négy minaretből, valamint egy szimmetrikusan elhelyezkedő vendégházból (dzsavab) és egy mecsetből (maszdzsid) áll, amelyek keletről és nyugatról szegélyezik a központi épületet. A síremlék márvány alapanyagát Makranából (Rádzsasztán), a melléképületekhez a homokkövet pedig a Vinthjan-hegységrendszerből, Fatehpur Szíkri és Rupbas régióinak kőbányáiból hozták. A makranai márvány tulajdonsága, hogy a ráeső fény színétől függően maga is változtatja a színét.
A mauzóleum fő építészeti elemei:
1. Kupolacsúcs: építésekor aranyból készült, de a brit gyarmatosítás után lecserélték bronzra
2. Lótuszvirág-díszek
3. Íves kupola (amrud)
4. Kupoladob: hengeres formájú, az alap és a kupola között helyezkedik el
5. Guldaszták: a támfalak szélét díszítő spirálformák
6. Csatrik: kis, kupolával fedett pavilonok a tetőerkélyeken
7. Szegélyek: a falfülkék szegélyeit kalligráfiával és geometriai mintával díszítették
8. Kalligráfiák: a főbejáratok homlokzatán Korán-idézetek találhatók
9. Falfülkék: a négy főbejárat közötti homlokzati részeken hat–hat falfülkét alakítottak ki, két szintbe rendezve
10. Panelek: az ívánok téglalap alakú díszítőelemei

A síremlék fő épülete egy négyzet alakú emelvényen (terasz) helyezkedik el, amely kiemelkedik a kert szintjéből. Mérete 296,31×296,31 méter. Míg az előudvar és a karavánszeráj két épületegyüttese ugyanazt a négyzetes, középpontos szimmetriát követi, addig itt az épületek árkádokkal formált udvarokból állnak sugaras szimmetriát követve, ami a kor helyi és praktikus építészeti megoldása. Az emelvény mind a négy sarkán egy-egy márványból készült minaretet emeltek.
A síremlék épülete belefoglalható lenne egy 56,4 méter élű kockába, de mivel a függőleges éleit lecsapták, így alaprajza nyolcszögű lett. A külső falakat hatalmas, sztalaktitboltozatos bejáratok (ívánok) alkotják, amelyeket két szinten hat-hat falfülke köt össze; ezek közül a sarkokon lévők félnyolcszögűek, a homlokzatiak pedig négyszögletes alapúak. A boltívek gazdagon díszítettek Korán-idézetekkel. A kiegyensúlyozott arányokat erősíti a homlokzat finom szerkezete: a fehér márványberakás pietra dura technikával készült. Könnycsepp alakú, kétrétegű kupolája, amely 25,6 méter magas és 17,7 méter átmérőjű, egy magas dobon nyugszik, és négy csatri (kisebb oszlopos kupola) határolja. A kupola csúcsdísze ismétlődik a csatrikon.
A síremlék központi temetkezési kamrája szintén nyolcszögletű, amelynek a közepén található Mumtáz Mahal és Sáh Dzsahán kenotáfiuma. A két sírt eredetileg aranyrostély vette körbe, amelyet később Aurangzeb beolvasztott, így azóta ékkövekkel, berakásokkal díszített, rendkívül finoman csipkézett, egy tömbből faragott márványrostély helyettesíti. Két bejárata van, amelyeken keresztül megközelíthetők a kenotáfiumok. A síroktól sugárszerűen nyolc folyosó indul az épület bejárataihoz, illetve a négy sarokkamrához, ahol a Koránt olvasták fel, vagy perzsa és indiai zenét játszottak. A temetkezési kamra felett magasodik a fent említett központi kupola, amely kettős rétegű, belsejében óriási üreg van, amelyet alulról a kamra boltozata zár le. A kamra díszítéséül szolgáló virágmotívumokat és egyéb ornamentikákat féldrágakövekből készítették el, így az épület leggazdagabban díszített helyisége ez lett. Mumtáz égi lakhelyének földi mását akarták így megalkotni.
Különleges a sírkamra akusztikája is. A közönséges zajoknak nincs hatásuk, de ha a kupolaboltozat alatt néhány dallamot lassan és lágyan elénekelnek, kiváltképp ha egy teljes akkordot, akkor a boltozat azt hosszan visszhangozza.
A temetkezési kamra alatt kripták találhatók, további két kenotáfiummal. A sah és feleségének teste feltehetően egy befalazott, föld alatti szoba alapozásában lehet elrejtve.
A mauzóleum épületét eredetileg gazdagon ellátták díszesen faragott szantál- és ébenfabútorokkal, drágakőberakásos szekrényekkel, a padlót és a falakat hímzett gyapjú- és selyemszőnyegek, bársony- és brokátfüggönyök borították. Az uralkodó rendelkezésére állt egy aranyozott és zománcozott trón, a mennyezetről pedig sárgaréz csillárok, aranyozott csillagok függtek. Az idők során a termeket a későbbi uralkodók lassan kifosztották, az anarchia időszakai alatt rablók pusztították, ma már csak az épület csupasz váza áll. A két nagy ezüst bejárati ajtót Szuradzs Mal olvasztatta be 1764-ben, a kenotáfiumot borító gyöngyfüzért Amir Huszejn Ali Khán 1720-ban vitte el az épületből.

##### Minaretek
A négy 47 méter magas, egyforma minaret a mauzóleum mintegy öt méter magas platformjának sarkain áll. A mogul építészetben a minaretek használata a 17. századra nyúlik vissza, és valószínűleg az Oszmán Birodalom hatására alakult ki. A minaretek száma és magassága eredetileg a mecset rangját jelezte. A Tádzs minaretjeinek díszítése a szokványos megoldásoknál egyedibb, a falazat ívelt márványtáblái fekete márvánnyal keretezettek. A felfelé keskenyedő építményen három körerkély helyezkedik el, egyenlő távolságban, tetejére csatrit helyeztek. Az erkélyekre a kijutást négyzetes ajtók biztosítják, belül csigalépcső vezet a magasba. A falak egyhangúságát kisebb, négyzet alakú rácsos ablakok törik meg. A minaretek nem látogathatók.

##### Mecset és vendégház

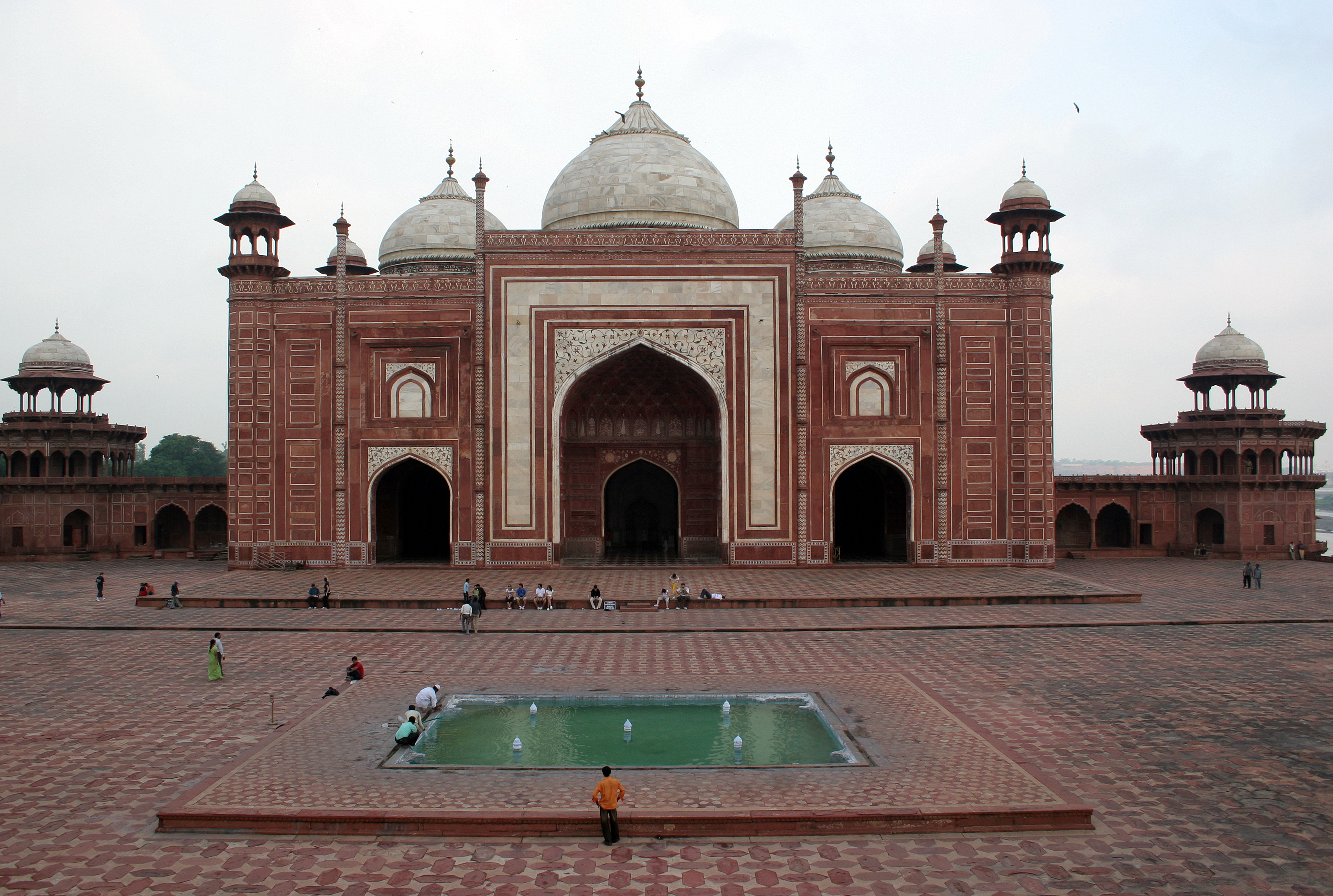
A mecset

A Tádzs nyugati oldalán áll egy vörös homokkőből épült mecset, amely tökéletes tükörképe a keleti oldalon elhelyezkedő vendégháznak (mihman khana). A két épület együtt szimmetrikusan egészíti ki a síremlék épületét, mint egy-egy épületszárny.
A mecset építését az is szükségessé tette, hogy a muszlim törvények szerint a mauzóleum közelében kell lenni egy olyan helynek, ahol a hívőknek lehetőségük van az imádság elvégzésére. Ezt az épületet kizárólag erre a célra építették. A mecset előtti medence a muszlim imához szükséges rituális mosdást tette lehetővé.
A bejárat keletnek, Mekka irányába néz, a homlokzatot középen egy íván töri meg, amelynek két oldalán további két kisebb árkád található. Az épületet három, fehér márvánnyal borított kupola és négy kisebb csatri díszíti. Padlója olyan különleges borítású, amely árnyékban a vörös bársony színét ölti magára, valamint a padló mintázatát úgy alakították ki, hogy minden imádkozó hívőnek jusson egy-egy elkülönített kis terület, mintegy imaszőnyegként. Összesen 569 ilyen imahely készült. A mecsetben található egy mihráb (imafülke, amely jelzi Mekka irányát), valamint attól jobbra egy minbár (lépcsős szószék) is, ebben különbözik a szemközti vendégháztól. Előbbieken kívül, a nyugati falhoz közel, egy elkerített területen fekszik egy kisebb kő is, amely Mumtáz ideiglenes sírhelyét jelöli. Akkor temették ide, amikor az építkezés kezdetekor idehozták a testét. Nem messze ettől alakították ki a mecset kútját. A falakat kalligráfiával Allah neve, Korán-idézetek, valamint pietra dura technikával készült arabeszkek díszítik.
A Tádzs vendégháza, amelyet gyülekezőcsarnokként is szoktak említeni, annak keleti oldalán helyezkedik el. Sok szakíró megkérdőjelezi a vendégház funkcióját, úgy véli, ez valójában nem volt használatban, szerepe a Tádzs-épületkomplexumban pusztán architekturális volt, kiegyensúlyozta a mecset okozta aránytalanságot. Bár az épület tükörképe a mecsetnek, de belsejébe nem építettek minbárt és mihrábot sem, aminek hiányában a muszlim hívő nem tudja elvégezni a szalátot. Ez alátámasztja a vendégház rendeltetést, amely az évenként megrendezett ünnepségek alkalmával biztosított szálláshelyet a zarándokok, látogatók részére. Mások véleménye szerint gyülekezőcsarnokként szolgált a hívők részére, ima előtt.
Az épület, hasonlóan a mecsethez, vörös homokkőből épült, márvány betétekkel. Ugyanúgy megtalálható az íván és a két kisebb árkád, valamint a kupolák is tükörképei a másik épületének. A faragott ornamentikák, amelyek napjainkban láthatók, 1940-ben kerültek kiegészítésre, javításra, cserére, akkor már negyedik alkalommal. Az első cserét még 1810-ben John Taylor kapitány végeztette el. Mivel ez az épület nem mecsetként szolgál, ezért a Korán-idézetek helyett virágos motívumok díszítik a fehér márványt.

#### Kert(csár bág)

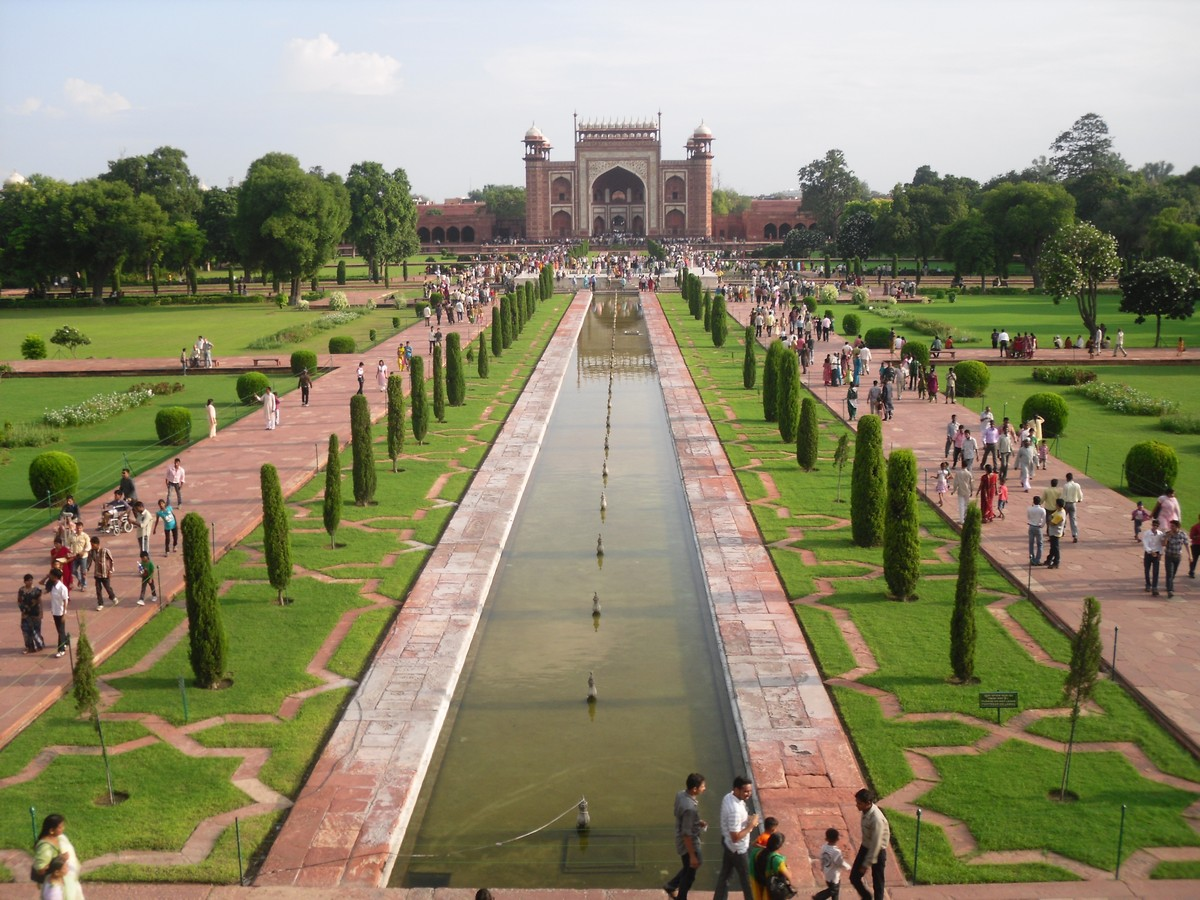
A csár bág és a főkapu a mauzóleum felől

A Tádzs-komplexum a kert alaprajzával

A kertépítészetet eredetileg Bábur, az első mogul sah honosította meg Indiában, perzsa hagyományok alapján. Dzsahángír is híres volt a táj tervezésében, és szívesen kertészkedett. Uralkodása alatt virágzott a tájképfestészet, és számos kertet, parkot építtetett, híres kertje a Salimár-Bágh Kasmírban. A perzsa kertépítészet hatása a korabeli miniatűrök alapján jól dokumentált. Ezt a hagyományt fia, Sáh Dzsahán, kifinomult ízléssel vitte tovább építészeti munkái során.
A síremlékhez tartozó „négyrészes” kertbe (csár bág) az előudvar felől a főkapu (darváza) vezet. A korai mogul kertépítészetben magát a síremléket a kert középpontjában helyezték el, azonban ekkor nem érvényesült volna a túlvilági paradicsomi kertek földi mását megjeleníteni szándékozó tervezési koncepció, hiszen a síremlék mintegy blokkolja az allegorikus képet. A kert Jamuna-folyó felőli részén elhelyezett mauzóleum miatt szabad rálátás nyílik a mérnöki pontossággal megtervezett együttesre. A kert, ahogyan a mauzóleum is, úgynevezett kilencedtervezésű, ez a mogul építészet timurida hagyományokra épülő kedvenc tervezési módja.
A kert kialakításában a fő hangsúly a központi tengelyen van, amely a mauzóleum grandiózus épületcsoportjához vezet. A kertet szimmetrikusan, kereszt alakban négy egyenlő részre osztják a csatornákkal kísért széles sétányok, amelyek a középpontban, egy lótuszvirággal teli, fehér márványból készült mesterséges tóban találkoznak. A négy csatorna a Koránban leírt paradicsomi folyókat jelképezi, amelyeket Mohamed próféta látott felemelkedése közben. Az észak-délit szökőkutak sora gazdagítja, míg a kelet-nyugati sétány a kerítésfalakig tart, és vörös homokkőből épült vízi pavilonokhoz vezet. Ezek voltak a mauzóleum és a raktárak gondnokainak szálláshelyei.
Minden kertnegyed 16 ágyásra osztott. A vízgyűjtők visszatükrözik a mauzóleum képét (tükörmedence), amely így olyan hatást kelt, mintha az épület a víz felett lebegne.
A paradicsomi kertekkel való összehasonlítás nem esetleges, vagy általánosan allegorikus értelmű, hanem tudatosan használt metaforák képi megjelenítése. A szúra utolsó szavai a következők: „Lépj be a paradicsomba!” (wa udkhuli dzsannali), amely egyedülálló a Paradicsom összes Korán-hivatkozásai között, hiszen az egyetlen, amelyben Allah ilyen közvetlenül kimondja a meghívást saját mennyei kertjébe. Természetesen a muszlim látogatók a 17. század folyamán tisztában voltak a Paradicsom szimbolikájával, hiszen annak leírása mind a Koránban, mind a hadísz irodalomban szerepel. A Tádzs Mahal allegorikus rendszere a négy vízcsatornával például a Paradicsom négy folyóját jelképezi, a kert közepén emelt márvány tartály úgy értelmezendő, mint a mennyei bőség tartályának szimbóluma, az úgynevezett Havd at-Kauszar, ahol az iszlám hagyomány szerint Mohamed próféta áll majd Isten előtt az ítélet napján, hogy közbenjárjon a hívők érdekében.
A mauzóleummal átellenben, a Jamuna-folyó másik oldalán szintén tervezett kert látható, ez az egykori „Bábur kertjei” helyén épült, és jelenleg „Holdfény kert” néven ismert.

#### Főkapu(Darváza-i Rauza)

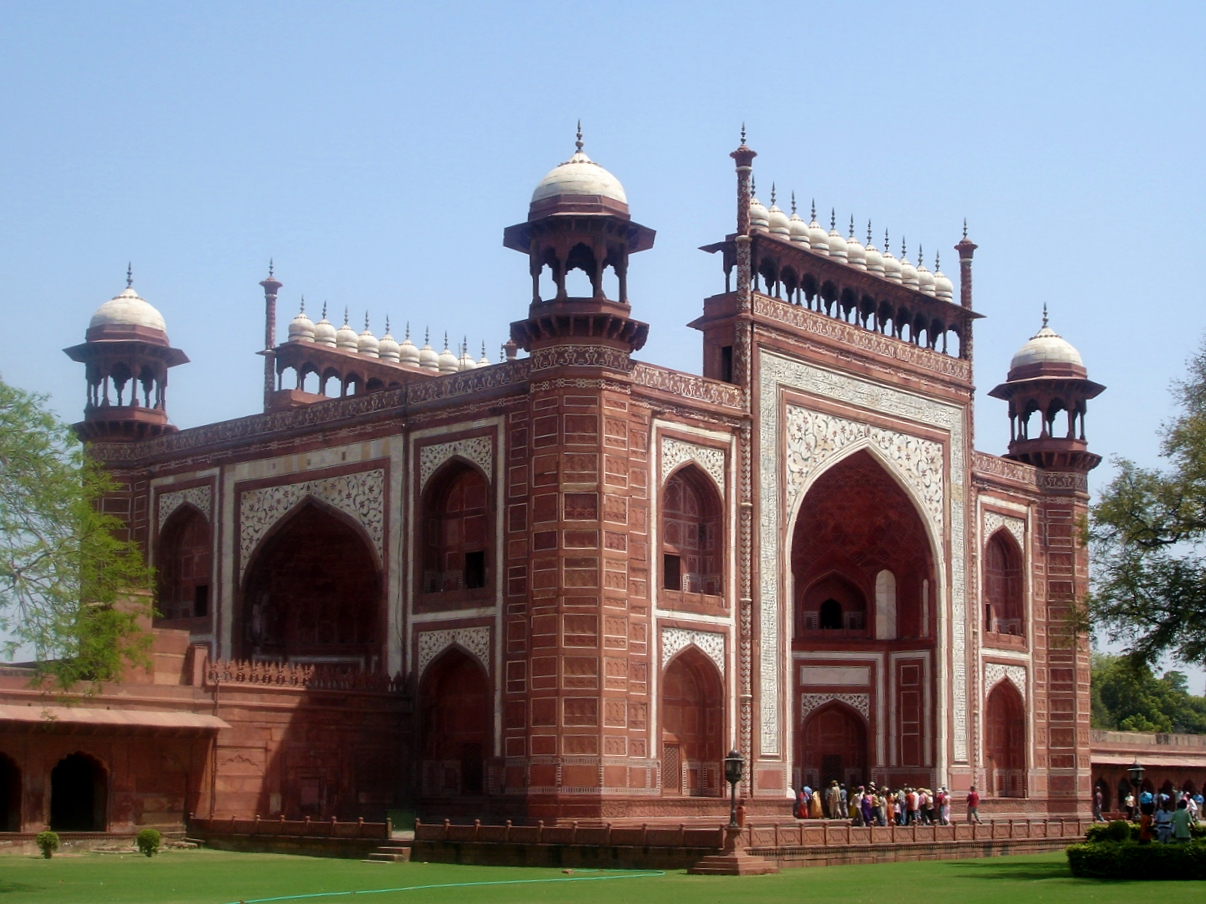
Az ívános főkapu

A síremlékhez tartozó „négyrészes” kertbe (csár bág), illetve a mauzóleumhoz, az előudvar felől egy vörös homokkőből épült, ívános főkapu vezet. Ez köti össze a síremlék épületegyüttesét az ettől délre elhelyezkedő előudvaréval. Szerkezete 1632–1638 között épült, magassága 28,3 méter. Építésze maga Usztád Ahmad volt, aki a síremlékhez méltó kaput épített. Ezen át pillanthatja meg a látogató először a mauzóleum szépségét.
A főkaput, amelyet a síremlékhez hasonlóan sugaras szimmetria jellemez, négy nyolcszögletű, csatriban végződő torony, valamint a déli, illetve északi oldalon, az íván mellvédje felett tizenegy csatri díszít. A tornyokhoz nyolcféle fémből készült, nehéz ajtók csatlakoznak. A fő kapubejáró boltozata alatti térből számtalan helyiség nyílik, amelyek látszólag nagy összevisszaságban kapcsolódnak egymáshoz. A szobákat nem használták, és a szakértők máig nem fejtették meg a rendeltetésüket.
A kapu felületén, fehér márvány alapon, arabeszkek és Korán-feliratok találhatók a 89. szúrából („A hajnal”). A perzsa párversek a komplexum képi világát vetítik előre: 
„Üdv neked, a Paradicsom kertjénél is boldogabb áldott hely

Üdv neked, a mennyei trónnál is magasabb, fenséges palota!”
Az építők az ornamentális díszítésnél egy bizonyos fajta optikai illúziót valósítottak meg azzal, hogy lentről felfelé haladva növelték a díszítő levelek méretét, így eltűnik a perspektivikus rövidülés, és a szemlélő minden levelet egyforma méretűnek lát a kapu teljes magasságában. További apró különlegesség az íván csúcsán található, vörös szigonnyal átszúrt fehér könnycsepp motívum is. A falfülkék oldalán hindu díszítő elemek is találhatók, elsősorban a vörös lótuszvirág, szőlő, amelyeket színes féldrágakövekből formáztak meg.

### Előudvar(dzsilau khána)
A dzsilau khána jelentése: „a ház előtt”. Ez szolgált a síremlék látogatóinak gyülekezőhelyéül, illetve itt tartotta meg a sah Mumtáz Mahal halálának első évfordulóját is. A területet Lord Curzon 1900–1908 között helyreállíttatta.
Az előudvarnak összesen négy kapuja van, ebből az egyik a fenti, csár bágba vezető északi főkapu. A karavánszerájba továbbvezető déli kapu a Szírhi darváza, amely hasonló a többihez, de azoknál magasabb, a terület lejtése miatt. Mind az előudvar, mind a karavánszeráj felől lépcsők vezetnek a kapu szintjére. A nyugati (Fatehpuri darváza) és a keleti (Fatehábádi darváza) kapukat főleg a turisták használják. A főkapuhoz hasonlóan ezek is vörös homokkőből épültek. Külső homlokzatuk szögletes keretet kapott, amely egy ívánt fog közre. A kapu tetejének szintje fölé két oldalon dísztornyok nyúlnak, felső mellvédjét vésett relief, és a mogul építészetre jellemző sokcsúcsú fogazat díszíti. A kapuk belső, udvarra néző oldala díszítettebb, a kapu ívét két sorban falmélyedések gazdagítják.
A keleti és a nyugati kaputól 128 külön bejáratú, ablaktalan szoba sorakozik az udvar irányába, amelyek egy árkádos verandára nyílnak. A udvari északi felében két szimmetrikusan elhelyezkedő khavasszpura található, a főkaputól nyugatra és keletre. Ez a két épület szolgált a sírok gondozóinak és a Koránt tanulmányozók lakhelyéül. Az északi és déli oldalukon ugyancsak verandára nyíló szobák sorakoznak. A keleti épületet 2003-ig istállóként is használták. A síremlékhez, illetve a ceremóniákra érkezők itt szállásolhatták el az elefántjaikat, lovaikat, maguk pedig a szobákban felkészülhettek az eseményre. Ma már mind a két épület a látogatóközpontnak ad otthont.
Az udvar déli része az ún. Sáli burdzs, amely az udvaron belüli melléksíremlékeket foglalja magában, szintén szimmetrikusan, a déli kapu két oldalán. Ezek a síremlékek a sah többi feleségének a nyughelyei. A vörös homokkőből készült, nyolcszögletű, egyszintes síremlékek, amelyek tetején fehér márvány kupola található, verandával szegélyezettek. Előttük a fő kert kicsinyített másai. Feliratok híján az itt nyugvók nem mindegyike beazonosított.
Az előudvarral egyvonalban, de a nyugati falon kívül két kiegészítő síremlék és egy mecset épült. Ez utóbbi a Fatehpuri mecset, amelyet visszaemlékezések szerint Fatehpuri bégum, Sáh Dzsahán harmadik felesége építtetett.

### A karavánszeráj a bazársorral
Az előudvar épületegyütteséhez csatlakozik délről a karavánszeráj és az egymást keresztező bazársorok a kereskedők házaival, ahová délről a Tádzs Gandzs kapun lehet bejutni. A bazársor és a karavánszeráj évi 200 000 rúpiás jövedelme, ami kiegészült az agrai kerület harminc falujának 100 000 rúpiás hozzájárulásával (vakf), tartotta fenn építését követően a mauzóleumot. A javadalmazást a karbantartás költségeire, a szolgák, felvigyázók, Korán-felolvasókra fordították. Ebből fedezték a jótékonysági adakozásokat és a megemlékezések kiadásait.

## Díszítések

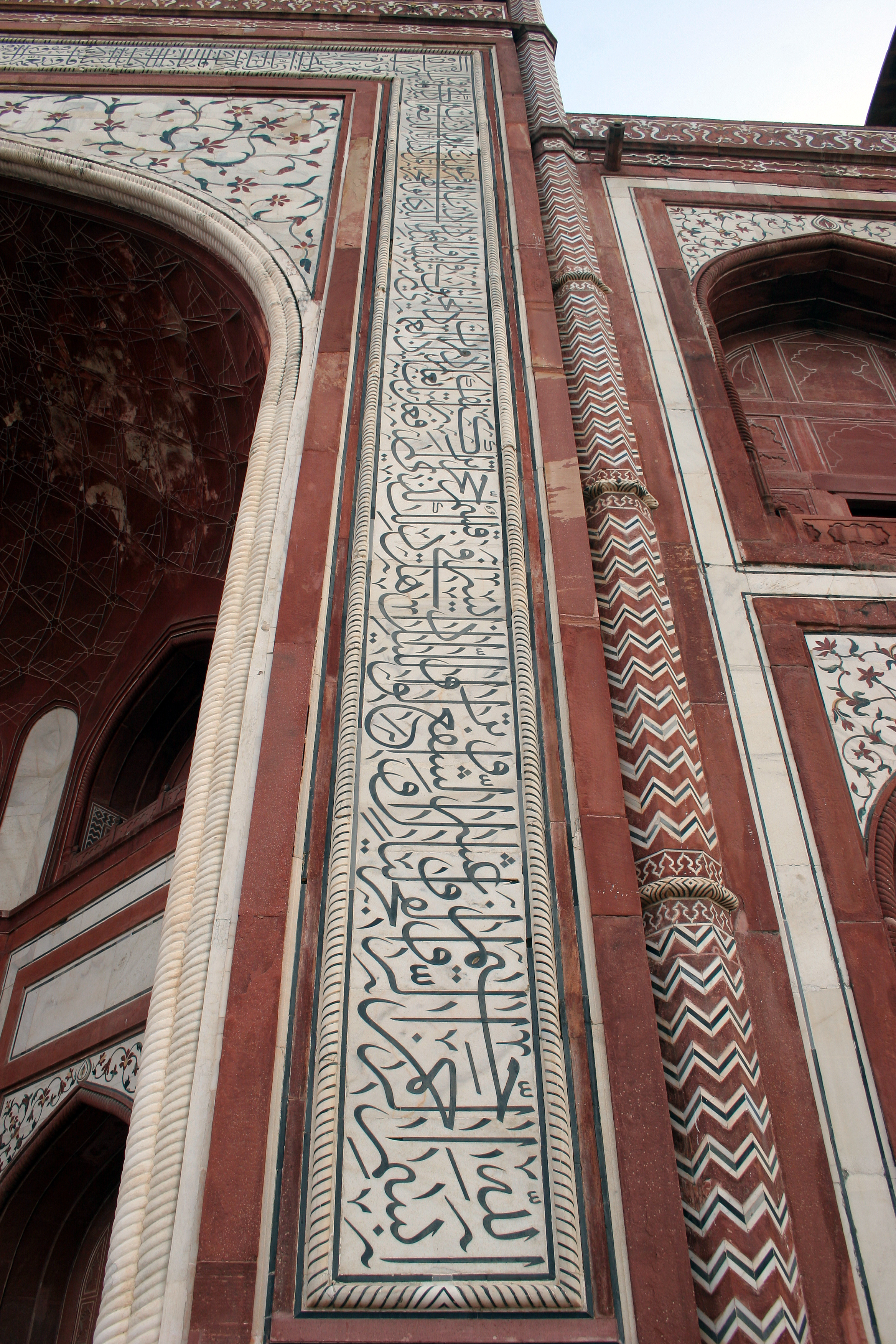
Korán-idézetek a csár bágba vezető főkapun

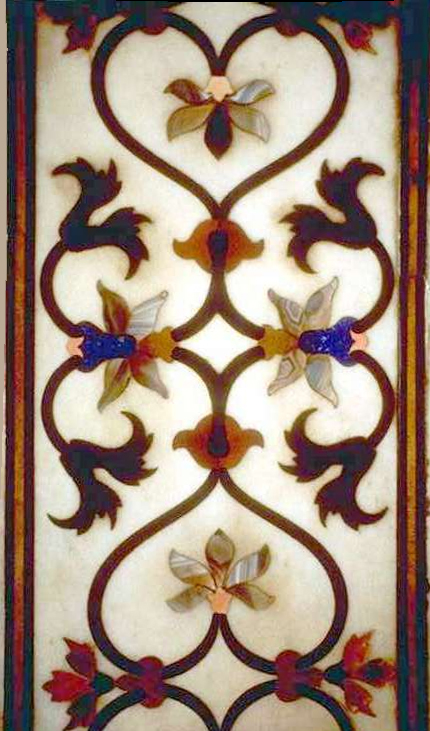
A pietra dura technika a Tádzs belső díszítésén

Márvány-reliefek

### Kalligráfia
A díszítés során nagy hangsúlyt kapott a fehér márványban fekete márvány berakásokkal, heraldikus pontossággal mintázott kalligráfia, amelyek többnyire rövid versek a Koránból, főleg az Ítélet napjának témaköréből. Találhatók az épületen, a pietra dura technikához hasonló módon, fekete alapba dolgozott fehér feliratok is. A kalligráfiákat Amanat Khán tervezte, és az idézetek kiválasztásánál az volt a célja, hogy a síremlék Allah trónjának az allegóriája legyen az Ítélet napján, a paradicsomi kertek felett. A csár bágba vezető főkapu déli oldalán található felirat, miszerint a halottak itt találják meg a végső békét, szintén ezt az elgondolást erősítik. A síremléket összesen 22 különböző Korán-idézet díszíti, ami több, mint amennyi bármely más, Sáh Dzsahán által épített épületen található.

### Ornamentika
A Tádzs díszítésekor visszafogottan alkalmazták a pietra dura technikát, elsősorban csak a kúszónövények megformálására. Ez az olasz mesterektől eltanult kőintarzia-készítési mód olyannyira kifinomult formát öltött – különösen a kenotáfiumok díszítésénél –, hogy a beillesztett féldrágakövek szinte láthatatlanul, hézagmentesen illeszkednek, mintegy festmény hatását keltve. Nem ritka, hogy egy virágmotívum 50–60 darab féldrágakőből áll össze. Természetesen a felhasznált nemes anyagok miatt a dekoráció és ezzel együtt az építés költségei is magasak voltak, és az építkezés befejezése a díszítőmunkálatok miatt meglehetősen elhúzódott.
A virágos motívumok többségében kétféleképpen jelennek meg az épületen. Egyrészt reliefként, másrészt az említett pietra dura technikával, ez különleges csillogást adott a motívumnak, bár a mauzóleum külső dekorációinál elsősorban átlátszatlan, kis csillogású köveket használtak, de merész színhatással. A virágábrázolások egyszerre realisztikusak és elvontak. A művészettörténészek íriszeket, tulipánokat és nárciszokat azonosítottak, de találhatók virágábrázolások botanikai jellemző nélkül is. A rózsák és a virágok az iszlámban Allah királyságát szimbolizálják, így a sírkamra virágdíszítése is Allah Paradicsomára utal. A mauzóleum külső térdfalának gazdagon faragott márvány-reliefjei a korszakra jellemző, a természet, a növények iránti érdeklődést mutatják. Ezek a motívumok megtalálhatók Sáh Dzsahán albumaiban, illetve kelmék, szőnyegek díszítőelemeiként is. Érdekes építészeti teória, hogy ezek a díszes és finom ornamentikák, ahogy maga a Tádzs is, a nőiesség attribútumaiként jelennek meg. A későbbi évszázadok során a becsiszolt drágakövek közül számosat kifeszítettek, és ma is üresen áll a helyük.
A francia François Bernier, aki több évig tartózkodott a mogul udvarban, 1663-ban így írt a Tádzs belsejéről:
„A kupola homorú, vagy belső része és az egész fal tetőtől talpig fehér márvánnyal borított. Egyetlen folt sincs, amely ne lenne saját szépségében megmunkálva. Mindenütt drágaköveket látni, olyanokat, amelyek a firenzei nagyherceg kápolnájának a falait is gazdagítják. Mindenhol jáspis és más ritka drága kő, vagy száz különböző módon keveredve egymással, beágyazva a falat borító márványba. Még a fekete-fehér márvány padlócsempét is ezek díszítik, valami elképzelhetetlen különlegességgel és ízléssel.”

## A Tádzs múzeum
A múzeumot 1982-ben alapították, a kertek nyugati oldalán található egy kisebb, kétemeletes épületben, amelyet Dzsal Mahalként is ismernek. A fő kiállítótermen kívül három galéria, valamint egy olyan helyiség is található, ahol a Tádzs építésével és annak korával kapcsolatos kiállítást lehet megtekinteni. Összesen 121 relikviát mutatnak be, ezek között van miniatúra, kézirat, kormányzati dokumentum, kalligráfia, a Tádzs fennmaradt tervei.
A központi teremben állították ki Sáh Dzsahán és Mumtáz Mahal elefántcsontba faragott portréit, valamint korabeli érméket is. A kiállított tárgyak között van egy 1612-es kézirat, amelyet a sah pecsétjével és aláírásával látott el 1628. február 4-én.
Az első galériában találhatók a Tádzs tervei és színrajzai, ezek közül a legértékesebb az, amelyik a síremlék fő homlokzatát és a sír terveit mutatja be. Itt állították ki a sah 1632-es és 1637-es rendeleteinek másolatát is, amelyekben a makranai márvány biztosításáról rendelkezik. A második galériában faragott jáde tárgyak, porcelánok, kardok, tőrök láthatók, valamint egy térkép, amelyen bejelölték, hogy a világ mely tájairól érkeztek ide a kövek és féldrágakövek, amelyeket a berakásokhoz használtak fel, és amelyeket egyben be is mutatnak. A harmadik galériában ismét korabeli dokumentumokat, rendeleteket, kalligráfiákat, valamint a Tádzsot ábrázoló festményeket lehet megtekinteni.

## Európai utazók
A Tádzs Mahal látványa, arányai mind a legszigorúbb kritikusokat, mind az alkalmi látogatókat is megigézte. William Hodges (1744–1797), ismert angol utazó, elragadtatását a következőképp fejezte ki:
„Az egész együtt úgy jelenik meg, mint a legtökéletesebb gyöngy, egy kék háttérben. A hatása olyan, amilyet bevallom még soha nem tapasztaltam egyetlen műalkotásnál sem. A finom anyagok megfontolt választása, a szép formák és az egész elrendezés szimmetriája messze meghaladnak bármit, amit valaha láttam.”
Hasonló benyomásokat jegyeztek fel az utazók a komplexumról, mint például Jean Baptiste Tavernier (1605–1686), aki az európaiak közül az elsők között látta a Tádzsot 1641-ben, mindössze tizenegy évvel azután, hogy Sáh Dzsahán elkezdte az építkezést. Tavernier munkája, a Hat utazás, 1676-ban jelent meg Párizsban, ezt egy évvel később lefordították angolra. Ez már vázlatokat és festményeket is tartalmazott az építményről. Az ő nyomában más befolyásos francia utazók is megjelentek, így François Bernier (1620–1688) és Jean de Thevenot (1633–1667), akik meglátogatták a Tádzs Mahalt. Thevenot Párizsban 1684-ben és Londonban 1687-ben tette közzé benyomásait utazásairól, ugyanekkor Bernier is megjelentette a Mogul Birodalomban tett utazásait. A 20. században Diana hercegné méltatta az emlékművet, lefényképeztette magát azzal a háttérben, ezeket a képeket szuvenírként osztotta szét az egész világon.

## Téves legendák

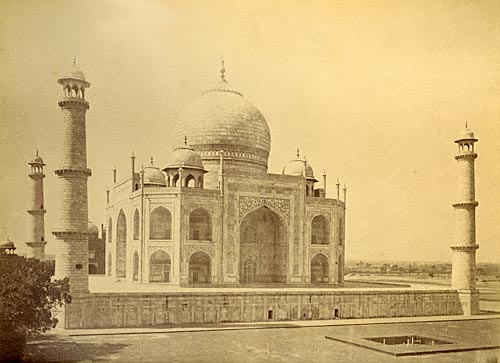
Fotó 1880-ból

Az alábbi, a Tádzs Mahallal kapcsolatos legendák egyike sem állta ki a tudományos vizsgálatok próbáját:
- Az uralkodó az építkezés befejezése után az ott dolgozó munkások kezét levágatta, hogy soha többé ne építhessenek még egy ilyen pompázatos épületet, de szó esett szemcsonkításról is.

Történelmi feljegyzések nem igazolják.
- A sah úgy tervezte, hogy saját magának egy másik mauzóleumot emel a folyó túloldalán, szemben a Tádzs Mahallal, annak mintegy tükörképeként, melyet fekete márványból építettek volna meg, és alapjait még a sah fogsága előtt lerakták

A területen történt ásatások nem igazolják.
- A Tádzs Mahal süllyedése: néhány szakértő szerint az épület oldalirányban, a folyó felé csúszik, mivel a talaj szerkezete a folyó növekvő mértékű kiszáradása miatt jelentősen megváltozott

Az Archaeological Survey of India (az indiai Kulturális Minisztériumhoz tartozó Örökségvédelmi Hivatal) adatai szerint az épület helyzetében 1941, az első tudományos vizsgálat óta nincs strukturális változás.

## Kulturális vonatkozások

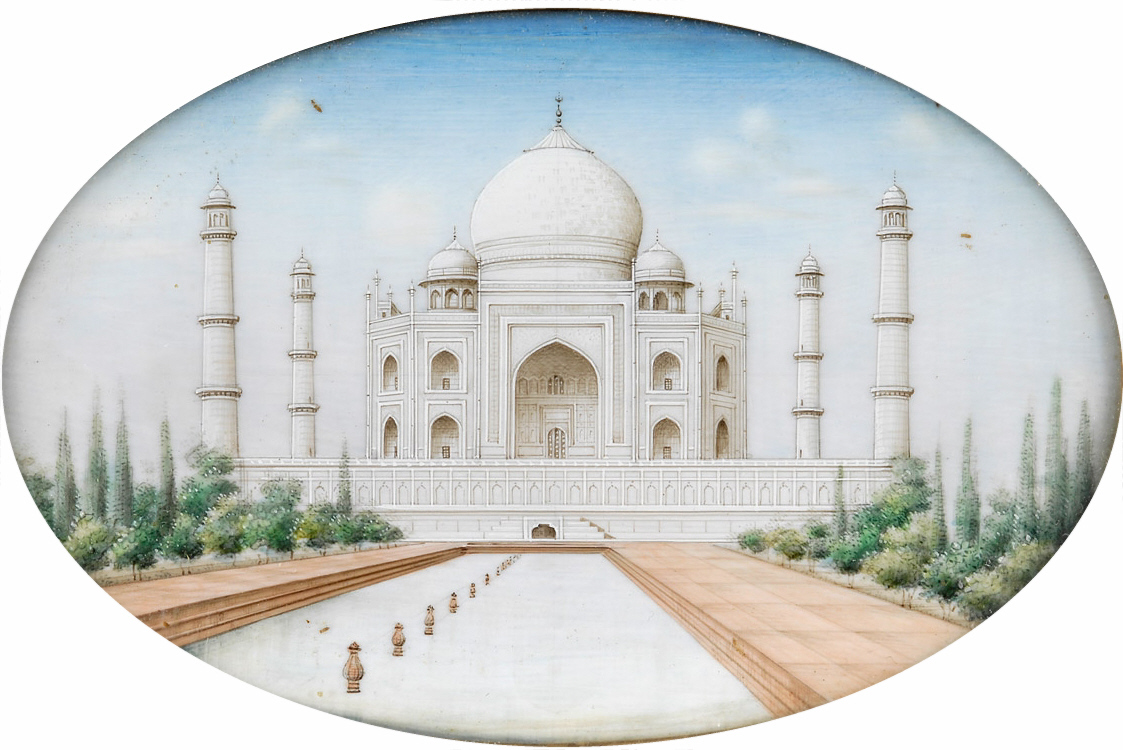
A műemlék egy miniatúrán

Az épület, a környezete, és maga a romantikus szerelmi történet is számtalan művészt megihletett. Már építése után korabeli festmények, metszetek, rajzok tanúskodnak arról, hogy a látogatókra is mély benyomást tett. Megénekelték dalban, versben, és ábrázolták a filmművészet eszközeivel. Indiában hindi, urdu, telugu, tamil, kannada változatok készültek. A filmek közül kiemelkedik az 1963-ban készült hindi nyelvű Tádzs Mahal című film, M. Szádik rendezésében, ezt követte az urdu nyelvű pakisztáni változat 1968-ban, majd a 2005-ben készült bollywoodi alkotás, a Taj Mahal: An Eternal Love Story hindi nyelven, Akbár Khán rendezésében. Ennek érdekessége, hogy a magyar nézők előtt is ismert Kabir Bedi játszotta az egyik főszerepet. 2000-ben a telugu változat is a mozikba került Taj Mahal címmel.
India legnagyobb, és leghíresebb szállodája, a 2008-ban merényletben megsérült, mumbai öt csillagos Tádzs Mahal hotel is az agrai mauzóleumról kapta a nevét, de világszerte számtalan vendéglátóhelyet, kaszinót és éttermet neveztek el róla.
Az síremlék másolatát több helyen is felépítették, legismertebb a bangladesi, amelyet Ahszanullah Moni filmrendező építtetett 58 millió dollárból. Ez az épület feszültséget keltett India és Banglades között, mivel India perrel fenyegetett a szerzői jogok megsértése miatt.

## A Taj Mahotsav Fesztivál

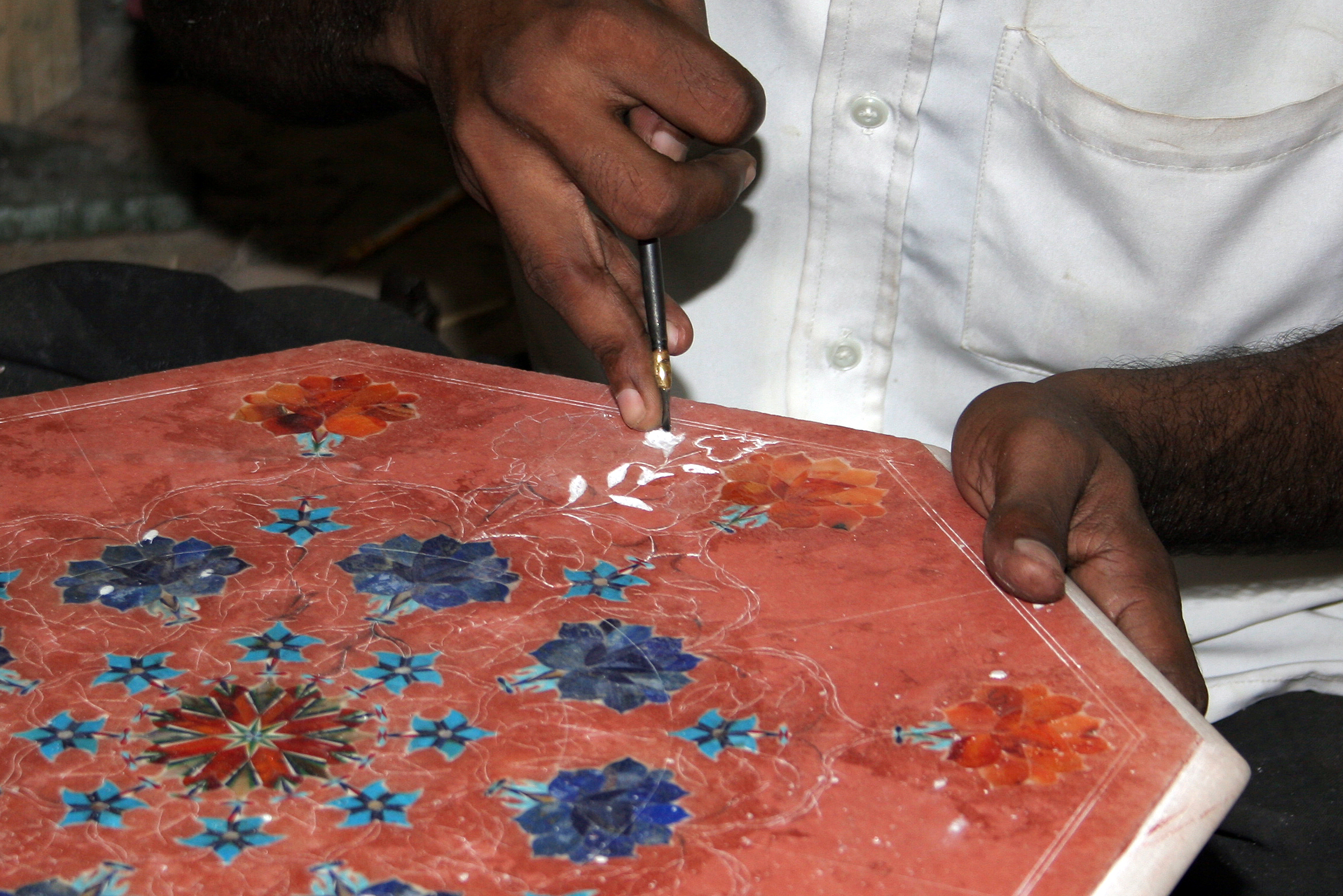
Agrai kézműves márványberakást (pietra dura) készít

A fesztivált 1992 óta az indiai Turisztikai Minisztérium rendezi meg Agrában, minden év február 18–27. között. Ekkor az ország minden részéből idesereglenek a táncosok, zenészek, népi iparművészek, de gazdag választékát kínálják a különféle tájegységek étkeinek is. A fesztivál célja India ez irányú fejlődésének az elősegítése, a régi hagyományok, népszokások felelevenítése. Sok olyan letűnt mesterség hírneves képviselője is eljön ide, amely felidézi a mogul korszakot. Helyszíne Shilpgram, amely a Tádzs közelében található. Sok bel- és külföldi turistát vonzanak a látványos zenés, táncos programok, a felékszerezett elefántok és az olyan népművészeti termékek, mint például a kő- és fafaragványok Tamilnáduból, a selymek Váránasziból, a kék fazekastermékek Kurjából, vagy a kendők és szőnyegek Kasmírból és Gudzsarátból. A gyerekek számára vidámparkot is építenek.
A Mahatsov fesztivál keretein belül megrendezik a gasztronómiai fesztivált is, ahol a látogatók tradicionális és különleges indiai élelmiszereket, ételeket kóstolhatnak meg, felidézve a több száz éves hagyományokat.

## A turizmus negatív hatásai
A Tádzs Mahal 2004 óta India legnépszerűbb turistalátványossága, több mint 2,5 millió fő éves látogatószámával. 2006-os adatok szerint 2 048 120 belföldi és 491 351 külföldi kereste fel a műemléket, amely 2007-ben felkerült a világ hét új csodája közé. Ez a nagyszámú turista, illetve a hatalmas gépjárműforgalom már a síremlék állagát veszélyeztetik. A kipufogógázok besárgítják a fehér márványborítást, ezért a helyi hatóságok a hét egy napján nem nyitják meg a látogatók előtt a síremléket, hanem speciális tisztítószerrel eltávolítják a burkolatról és a kövezetről a rárakódásokat. Mindezek ellenére 2008-ban kilenc rámpával akadálymentesítették a komplexumot arra számítva, hogy mozgáskorlátozottakkal bővülhet a látogatók száma.